# 輸血
輸血（ゆけつ、英: blood transfusion）とは、静脈内カテーテルを介してドナーの血液をレシピエントに投与する医療処置である。
輸血は一種の臓器移植であり、血液を提供する側はドナー（供血者）、提供される側はレシピエント（受血者）と呼ばれる。かつては、全血が使用されていたが、現代の医療では、赤血球、血漿、血小板、その他の凝固因子など、血液の成分のみ分離した血液製剤を使用するのが一般的である。
血液製剤は一般的にその量を「単位（Unit）」と呼称される。日本と海外ではその規格が異なっている。日本では全血200mLから1単位の血液製剤、海外では全血450mLから1単位の血液製剤が作られる。すなわち、日本の2単位がおよそ、海外での1単位に相当する。本項では、断りが無い限り国際規格に統一して記載するものとする。

## 概要

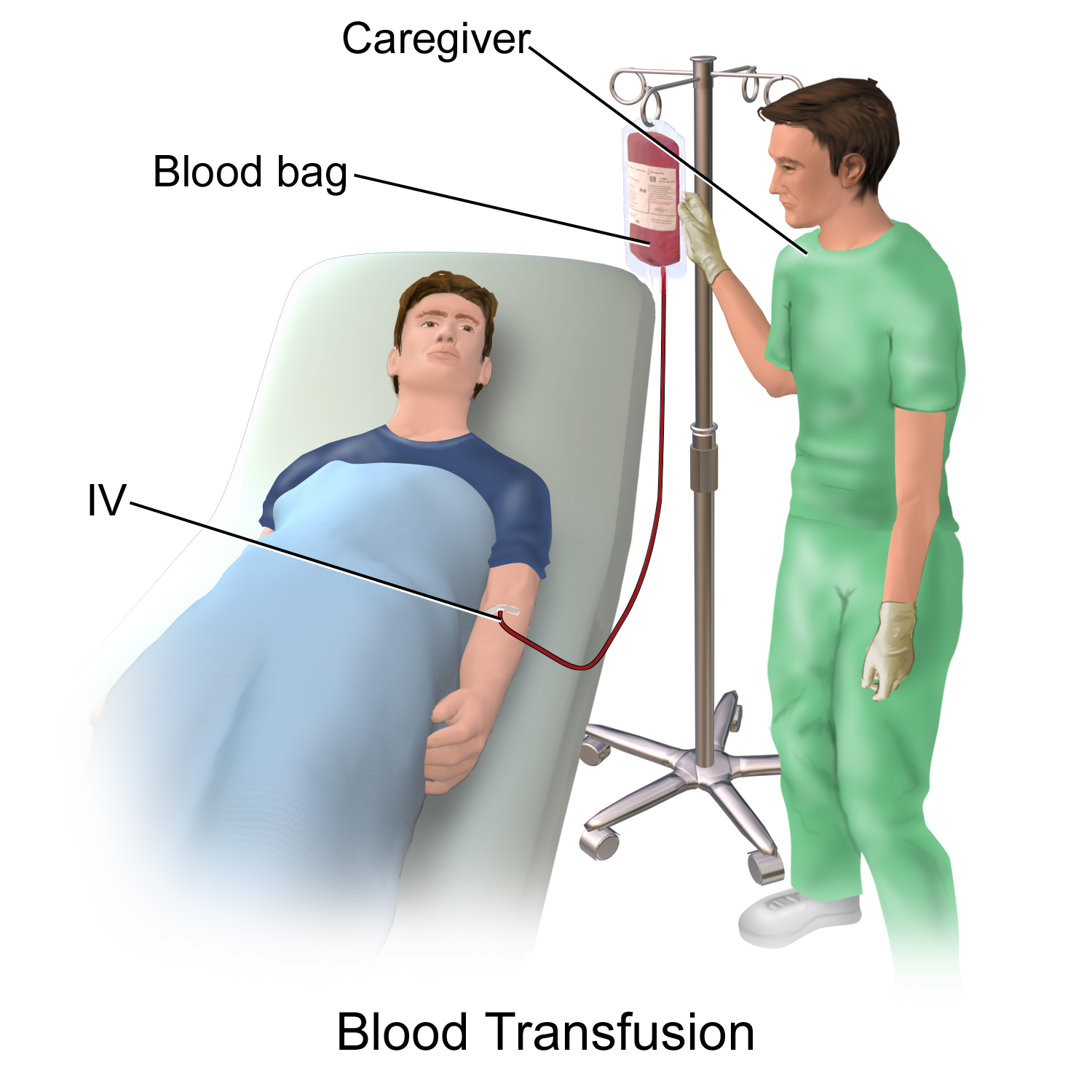
輸血を行っている状況のイラスト

輸血は、失われた血液成分を補うために、さまざまな病状に用いられる。赤血球（RBC）はヘモグロビンを含み、体内の細胞に酸素を供給する。血漿は血液の「黄色っぽい」液体部分で、緩衝液の役割を果たし、タンパク質や体全体の健康に必要なその他の重要物質を含んでいる。血小板は血液凝固に関与し、体内の出血を防ぐ。白血球は、免疫システムの一部であり、感染症と戦う役割を持つが、白血球の一種のリンパ球は供血者のそれが受血者体内で増殖して受血者組織を攻撃するため（輸血後移植片対宿主病）、通常は輸血製剤から白血球は除去されている。
血液型は一般的には赤血球の表面抗原の分類を意味し、A型、B型、AB型、O型の4種に分類される。さらにRH分類法により、これら4種それぞれがRH(+)、RH(-)に分類される。これらの分類以外のまれな血液型もある。血液型が適合しない輸血は抗原抗体反応による赤血球の破壊、すなわち溶血を引き起こす（急性溶血性輸血反応）。不適合輸血を回避するため、緊急時以外は受血者にはあらかじめ、血液型判定、抗体スクリーニング、そして交差適合試験を行う。これらの検査には時間を要するため、大量出血などの緊急時はO型の赤血球製剤、AB型の血漿製剤が投与される。供血者の血液、すなわち献血に対しては全て血液型判定と抗体スクリーニングが行われている。
急性溶血性輸血反応は受血者のIgM抗体が赤血球の表面抗原と反応し、溶血から腎不全を併発する重篤な、輸血による有害作用である。他に起こり得る有害作用としては受血者IgG抗体と供血者血球抗原間の免疫反応（遅発性溶血性輸血反応）、IgE抗体による反応（アレルギー性輸血反応）、供血者白血球による反応（発熱性非溶血性輸血反応）、ヒト白血球抗原に対する抗体反応による肺障害（輸血関連急性肺障害（TRALI））、過量輸血による心不全（輸血関連循環過負荷（TACO））などがある。また、輸血による感染症（輸血後肝炎、HIVなど）は、かつては大きな問題となったが、スクリーニング検査の進歩により、現在では極めて稀となっている。
輸血に関する記録された研究は17世紀に始まり、動物間での輸血実験には成功した。しかし、動物の血液をヒトに輸血する医師による相次ぐ試みは、結果にばらつきがあり、しばしば致命的な結果をもたらした。1816年、輸血が同種でなければ成功しないことが示され、以後、ヒト同士の輸血が試みられるようになった。1818年、ジェームズ・ブランデルが初めてヒト同士の輸血に成功した。
血液型不適合輸血の副作用は致死的でありながら、血液型が存在することは長年知られず、輸血は賭博的な医療行為であった。カール・ラントシュタイナーによって、20世紀初頭にO、A、B、AB型の4種の血液型が発見された後、輸血の安全性は飛躍的に向上した。
血液は体外で速やかに凝固するため、歴史上、初期の輸血は供血者から受血者に対して、血管同士を吻合するか、何らかの器具を介して送り込む直接輸血が行われていた（日本では枕元輸血と呼ばれた）。1914年に、医師のアルベール・ユスタンとルイス・アゴーテがクエン酸塩を抗凝固剤とし、保存してから輸血することに成功したが、それ以降もクエン酸と血液との最適比率や保存血の溶血・劣化（保存障害）など様々な問題が待ち構えていた。保存障害への理解が進むとともに継続的に、保存期間の延長、溶血の減少、品質の維持への改良が行われてきた。
二度の世界大戦では大量の血が流されたものの、その輸血需要に応えるための献血制度や、それを管理する血液バンク、そして血液を血球や血漿、アルブミンなどに分離する成分輸血などの技術はこの時代に確立された。血液保存液は1916年にペイトン・ラウス とジョセフ・R・ターナーによって開発されていたが、これも二度の世界大戦を経て、必要に迫られて改良されていった。血液バンクは民間の事業として開始されたが、多くの国では公営化されており、日本では日本赤十字社の独占運営となっている。日本では、輸血の供給源はかつては有償の提供、すなわち売血に依存していたが、現在では全て無償の献血である。

## 輸血の種類

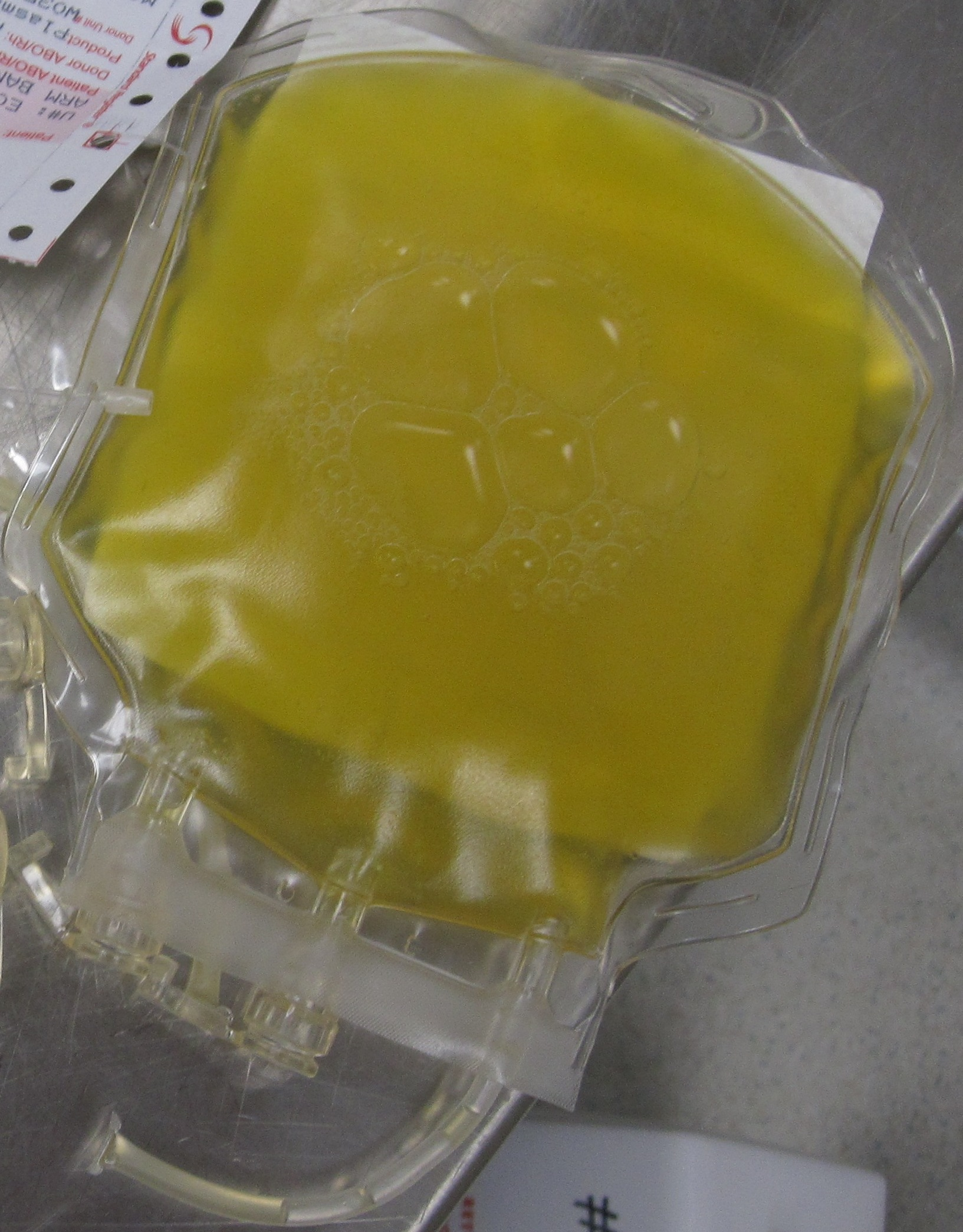
新鮮凍結血漿の輸血バッグ

全成分をそのまま輸血する「全血輸血」、赤血球、血小板、血漿成分および凝固因子などの成分毎に分けた「成分輸血」がある。血液由来感染症の防止及び献血された血液の有効利用の観点から今日では「全血輸血」は行われない。成分輸血には以下の製剤がある。日本赤十字社では、輸血後移植片対宿主病の元凶となるリンパ球を不活化するため、製剤に放射線照射を行っている。
- 濃厚赤血球（英語版）: 略称はRBC（英: Packed red blood cells）。旧略称はRCC（Red Cells Concentrates）又は MAP（Mannitol Adenine Phosphate）[18][19]等。赤血球を分離したものである[16]。赤血球の主な働きは、肺で酸素を取り込み、体の各組織に運搬することである[20]。この働きは、赤血球中のヘモグロビンによる。また、組織からは二酸化炭素を受け取って肺へと運搬する[20]。
- 濃厚血小板（英語版）: 略称はPC（英: Platelet Concentrates）。血小板を分離したものである[16]。血小板の主な役割は止血である[21]。傷ついた血管周囲に凝集し、フィブリノゲンと結合することで血管からの出血を阻止する（一次止血）[20]。
- 新鮮凍結血漿（英語版）: 略称はFFP（英: Fresh Frozen Plasma）。血球分離後の血漿を分離したものである[16]。凍結保存されており、使用前に解凍される[22]。血漿にはアルブミン、免疫グロブリン（抗体）、血液凝固因子などのタンパク質、少量の無機塩類、糖質、脂質、酵素などが含まれる[20]。血漿の役割は体内に栄養を運び、二酸化炭素などの老廃物を肺や腎臓に運ぶことである[20]。また、血漿に含まれるこれらのタンパク質や重炭酸イオン、リン酸は体内の酸塩基平衡の変動を和らげる働きを持つ（緩衝系）[23]。血漿は止血にも関与する。血漿に含まれるフィブリノゲンがフィブリンに変化し、血小板による止血をさらに強固なものにする（二次止血）[24]。日本では2単位製剤は男性供血者だけから製造されている[25]（理由は後述）。

他に、アルブミン、クリオプレピシテート、免疫グロブリン（抗体）など。白血球は、貪食作用（ウイルス等の外敵を食べて殺す）と免疫作用（免疫を作る）の2つを持つ。白血球成分に関しては、化学療法に伴う好中球減少に対して、顆粒球輸血が1970年代初頭から行われていたが、1980年代末のG-CSF製剤の臨床導入後は廃れた。

## 適応
濃厚赤血球は、血液の酸素運搬能力を回復させるために使用される。出血や貧血が適応となる。歴史的には、ヘモグロビン濃度が10g/dLを下回るか、ヘマトクリット値が30％を下回ると、赤血球輸血 が考慮されてきた。出血していない入院患者に対しては、1単位の赤血球輸血がよく行われ、この治療後に、症状やヘモグロビン値を再評価されてきた。

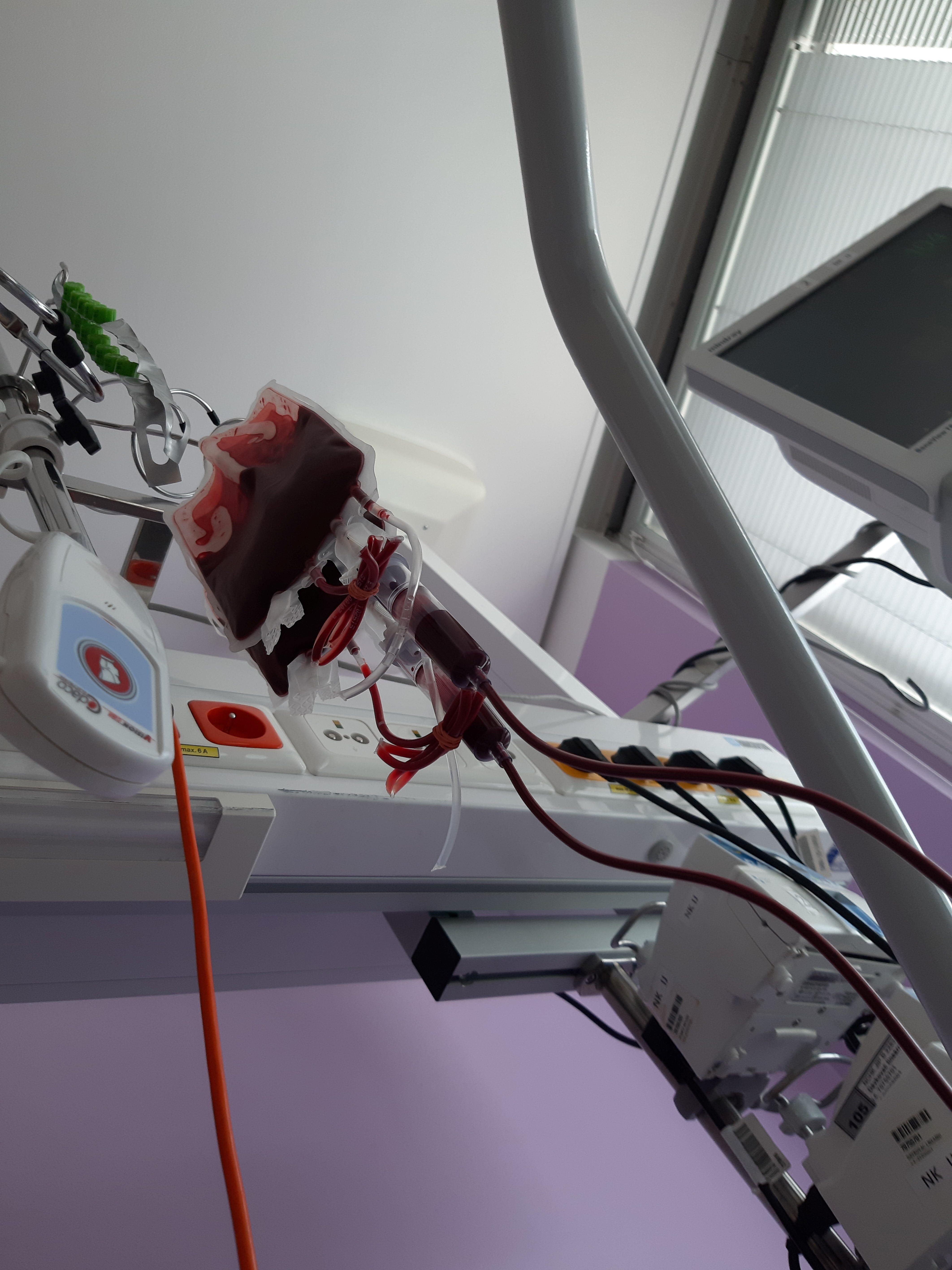
献血された血液は直後に保存処理される。

輸血1単位ごとにリスクが伴うため、現在では、それよりも低い7～8g/dLのヘモグロビン値下限が通常使用されており、転帰も良いとされている。酸素飽和度の低い患者は、より多くの輸血を必要とする可能性がある。 より重度の貧血に対してのみ輸血を使用するという勧告的注意は、多量の輸血を行うと転帰が悪化するというエビデンスによるところもある 。胸痛や息切れなどの心血管疾患の症状がある患者に対しては、輸血を考慮してもよい 。 他の血液製剤の適応は凝固障害への新鮮凍結血漿や血小板減少への濃厚血小板などである。

## 献血

### 献血の供給源
輸血される血液の供給源には、レシピエント自身（自己血輸血）と、それ以外の人（同種間輸血）がある。後者が前者よりもはるかに多い。他人の血液を使用するには、まず献血からはじまる。献血は、静脈から全血として提供され、抗凝固剤を混和される。先進国では、供血者は通常、レシピエントに対して秘匿されているが、血液バンクに保管されている血液製剤は、献血、検査、成分分離、保管、レシピエントへの投与という全サイクルを通じて、常に個別に追跡可能である。これを輸血のトレーサビリティという。これにより、輸血に関連した疾病感染や輸血反応が疑われる場合の管理や調査が可能になる。
研究によると、献血の主な動機付けは社会貢献（利他主義、無私、慈善など）である傾向がある一方、主な阻害因子には恐怖、不信感 、あるいは歴史的文脈における人種差別意識などがある 
。
世界で集められた1億1,850万件の献血のうち、40%は世界人口の16%が住む高所得国で集められている。低所得国では、輸血の最大54%が5歳未満の子供に投与されている。一方、高所得国では、最も頻繁に輸血される患者グループは60歳以上であり、すべての輸血の最大76%を占めている。2008年から2018年にかけて、合計で79カ国が、血液供給の90%以上を自発的な無給献血者から集めている。しかし、54カ国では、血液供給の50%以上を家族/代替ドナーまたは有償ドナーから集めている。

### 献血の処理と検査
献血された血液は通常、特定の患者集団での使用に適するように、採取後に処理される。採取された血液は、遠心分離によって赤血球、血漿、血小板、アルブミンタンパク質、凝固因子濃縮物、クリオプレピシテート、フィブリノゲン濃縮物、免疫グロブリン（抗体）などの血液成分に分離される。血漿や血小板はアフェレーシスと呼ばれるより複雑なプロセスを経て、個別に献血することもできる。これを成分献血という。
- 世界保健機関（WHO）は、提供されたすべての血液について、輸血感染症の検査を行うことを推奨している。これらの感染症には、HIV、B型肝炎、C型肝炎、梅毒（Treponema pallidum）、および関連する場合には、クルーズトリパノソーマ（シャーガス病）やマラリア原虫など、血液供給の安全性にリスクをもたらすその他の感染症が含まれる[42]： WHOによると、10カ国では、HIV、B型肝炎、C型肝炎、梅毒の1つ以上について、すべての献血血液をスクリーニングできていない[43]。 その主な理由のひとつは、検査キットが常に利用できるわけではないからである[43]。しかし、輸血感染症の有病率は、中所得国や高所得国に比べて低所得国の方がはるかに高い[43]。未知の病原体による感染症のリスクは排除できない[44]。
- 献血された血液に対しては、B型肝炎ウイルスやHIVなどに対して、それらに対する抗体の有無を調べ、抗体があれば感染ありと判定される[45]。しかし、感染してから抗体ができるまでの期間には個人差があり、この期間は抗体検査で感染を検出できない[45]。この期間をウィンドウ期（英語版） と呼ぶ[46]。この間には献血を行うべきでは無い[45]。しかし、核酸増幅検査（NAT）、すなわちウイルスの核酸の一部を約一億倍に増幅して、ウイルスそのものを検出する検査によって、ウィンドウ期は短縮できる[45]。日本赤十字社は1999年のNAT開始当初、500人分の血液をまとめて検査していたが、検出精度向上のためにまとめる検体数を徐々に減らし、2014年からは個別に行うようになってきている。それでも、ウィンドウ期はゼロにはならず、HBV、HCB、HIVのウィンドウ期間はそれぞれ、27.5日、3-5日、5日である。
- 新鮮凍結血漿は採血後1年間有効だが、あえて6ヶ月以上使わずに保管している[47]。この間、献血者のウイルス感染情報が判明すれば、その製剤の出庫を差し止めることができる[47]。

- すべての提供血液が、患者に、確実に適合する血液を輸血されるために、ABO式血液型とRh式血液型についても検査されるべきである[48]。

- さらに、血小板製剤は、室温で保存されるために汚染されやすいため、細菌感染についても検査される国もある[49][50]。臓器移植やHIV感染者など、特定の免疫不全レシピエントに投与された場合のリスクを考慮して、サイトメガロウイルス（CMV）の有無も検査されることがある。しかし、CMV陰性の血液は、患者のニーズを満たすために一定量しか必要とされないため、すべての血液がCMV検査されるわけではない。CMV陽性以外では、感染症陽性と判定された製品は使用されない[51]。

- 白血球除去（Leukocyte reduction: LR）とは、濾過によって白血球を除去することである。LR血液製剤は、ヒト白血球型抗原（HLA）同種免疫（英語版）、発熱性非溶血性輸血反応（英語版）、サイトメガロウイルス感染、および血小板輸血不応症（英語版）を引き起こす可能性が低い[52]。日本赤十字社製造の血液製剤では、血液採取バッグに白血球除去フィルターが具備されており、採血の段階で白血球除去を達成しており、従来輸血時に必要とされた白血球除去フィルターは不要となっている[53]。
- 輸血用血液製剤中のリンパ球が、レシピエントの組織を非自己と認識し、レシピエントの体内で増殖してレシピエントを攻撃することがあり、これを移植片対宿主病（献血後GVHD）という[54]。リンパ球を不活化するためには、血液製剤に放射線照射が行われる[54]。

- 他には、リボフラビンと紫外線による血液製剤の病原体低減（英語版）が、GVHDを予防する方法として放射線照射の代替として提案されている[55][56][57]。リボフラビンを添加し、その後紫外線を照射する病原体低減処理が、血液製剤中の病原体（ウイルス、細菌、寄生虫、そして白血球も）を不活化するのに有効であることが示されている[58][59][60] 。

## 輸血前の検査
受血者の輸血前の検査には以下の3つが含まれる。
1. 血液型検査（タイピング）
2. 不規則抗体スクリーニング
3. 交差適合試験（クロスマッチング）

輸血を行う可能性が低い場合は、1と2のみ行い、3は行わない。3の交差適合試験を行うためには、レシピエントからの採血とドナー血そのもの、つまり血液製剤が必要になる（詳細後述）。そのためには医療機関は血液バンク（日本の場合は日本赤十字社の血液センター）に血液製剤を事前に発注しておかねばならない。通常、発注されて使用されなかった血液製剤は廃棄されるため、輸血が行われなかった場合、血液製剤が無駄になる。

### タイプ&スクリーン（T＆S）
本人申告の血液型が医療機関でそのままデータとして採用されることはない。輸血が行われる前の最初のステップは、レシピエントの血液型検査と抗体スクリーニングである。これをタイプ&スクリーン（T & S）という。レシピエントの血液型を判定することで、ABOとRhの血液型が判明する。その後、ドナーの血液と反応する可能性のある不規則抗体のスクリーニングが行われる 。不規則抗体とは抗A、抗B、抗A・B以外の赤血球同種抗原に対する抗体の総称である。ABO血液型が適合していれば、致死的な急性溶血性輸血反応は回避できるが、遅延型溶血性輸血反応は回避できるとは限らない。この理由は、過去の輸血や妊娠などによって、同種抗原に対する免疫学的な感作を受け、輸血で再び同じ赤血球抗原の刺激を受けると、これに対する抗体が急速に産生されるためである。これが不規則抗体である。T & Sは、使用される方法によっても異なるが、ユタ大学では完了までには約45分かかる。不規則抗体には、臨床的に大きな問題となる免疫反応を起こすものと起こさないものがある。輸血に無害な抗体もあるため、これらはスクリーニングではなるべく検出しない方向となりつつある。

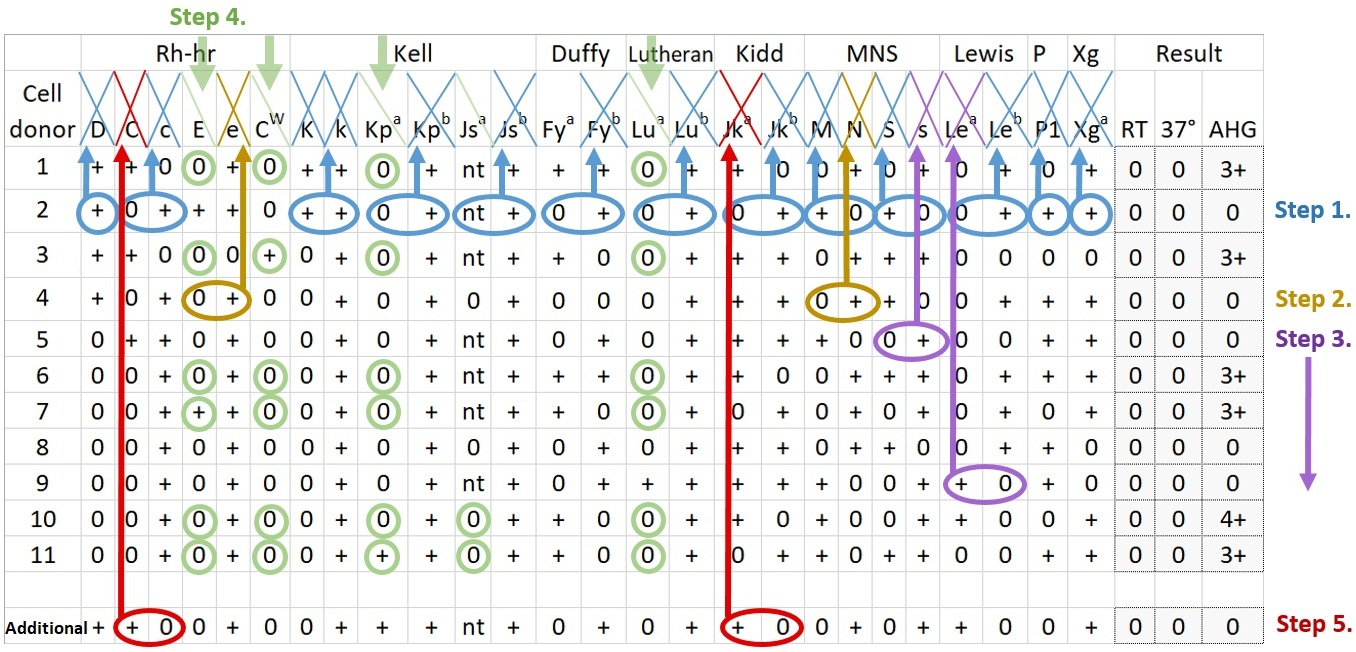
抗体パネル検査

不規則抗体スクリーニングに用いられる検査方法は、間接抗グロブリン試験である。抗体検査の一環として、直接抗グロブリン試験（クームス試験）も行われる。
スクリーニングが陽性であれば、予期せぬ血液型抗体が存在することが示唆される。その抗体を同定するために追加検査として抗体パネル検査を行う必要がある。抗体パネル検査は偽陽性、偽陰性など、統計学的不確実さを内包するため、Fisherの正確性検定などの統計学的評価の併用が望ましい。レシピエントが臨床的に重要な抗体を発現したら、将来の輸血反応を予防するために抗原陰性の赤血球を投与することが重要である。

### 交差適合試験（クロスマッチ）
交差適合試験とは、試験管内で供血者と受血者の血液成分を混合して凝集が起こるかどうかを判定する検査である。受血者血清と供血者赤血球を混合する主試験と受血者赤血球と供血者血清を混合する副試験とがある。血漿・血小板製剤（濃厚血小板、新鮮凍結血漿）においては重大な副反応である溶血の原因となる赤血球をほとんど含まず、供血者のタイプ＆スクリーンが血液センターで行われていることから、交差適合試験を省略してよい。

### コンピュータークロスマッチ
コンピュータークロスマッチは、名称に「クロスマッチ」を含むが、前述の血清学的な検査ではなく、コンピュータにより、血液型適合性を確認する手法である。ヒューマンエラーによるABO血液型不適合輸血の防止を最大の目的としており，あらかじめコンピューターに登録された患者のABO・RhD血液型，不規則抗体などの情報と，赤血球製剤ラベルのバーコード情報（ABO・RhD血液型，血液製剤名，製造番号など）をコンピューター上で照合し，適合性を確認したうえで血液製剤を出庫する。

### 赤血球輸血におけるABO血液型並びにRH血液型の適合
この表は、ABO式とRh式を用いて、ドナーとレシピエント間の輸血で適合する可能性のある血液を示したものである。記号は適合輸血を示す。
|                    |     | ドナー血液型 | ドナー血液型 | ドナー血液型 | ドナー血液型 | ドナー血液型 | ドナー血液型 | ドナー血液型 | ドナー血液型 |
| O−                 | O+  | B−           | B+           | A−           | A+           | AB−          | AB+          |              |              |
| ------------------ | --- | ------------ | ------------ | ------------ | ------------ | ------------ | ------------ | ------------ | ------------ |
| レシピエント血液型 | AB+ |              |              |              |              |              |              |              |              |
| レシピエント血液型 | AB− |              |              |              |              |              |              |              |              |
| レシピエント血液型 | A+  |              |              |              |              |              |              |              |              |
| レシピエント血液型 | A−  |              |              |              |              |              |              |              |              |
| レシピエント血液型 | B+  |              |              |              |              |              |              |              |              |
| レシピエント血液型 | B−  |              |              |              |              |              |              |              |              |
| レシピエント血液型 | O+  |              |              |              |              |              |              |              |              |
| レシピエント血液型 | O−  |              |              |              |              |              |              |              |              |

## 輸血の実際

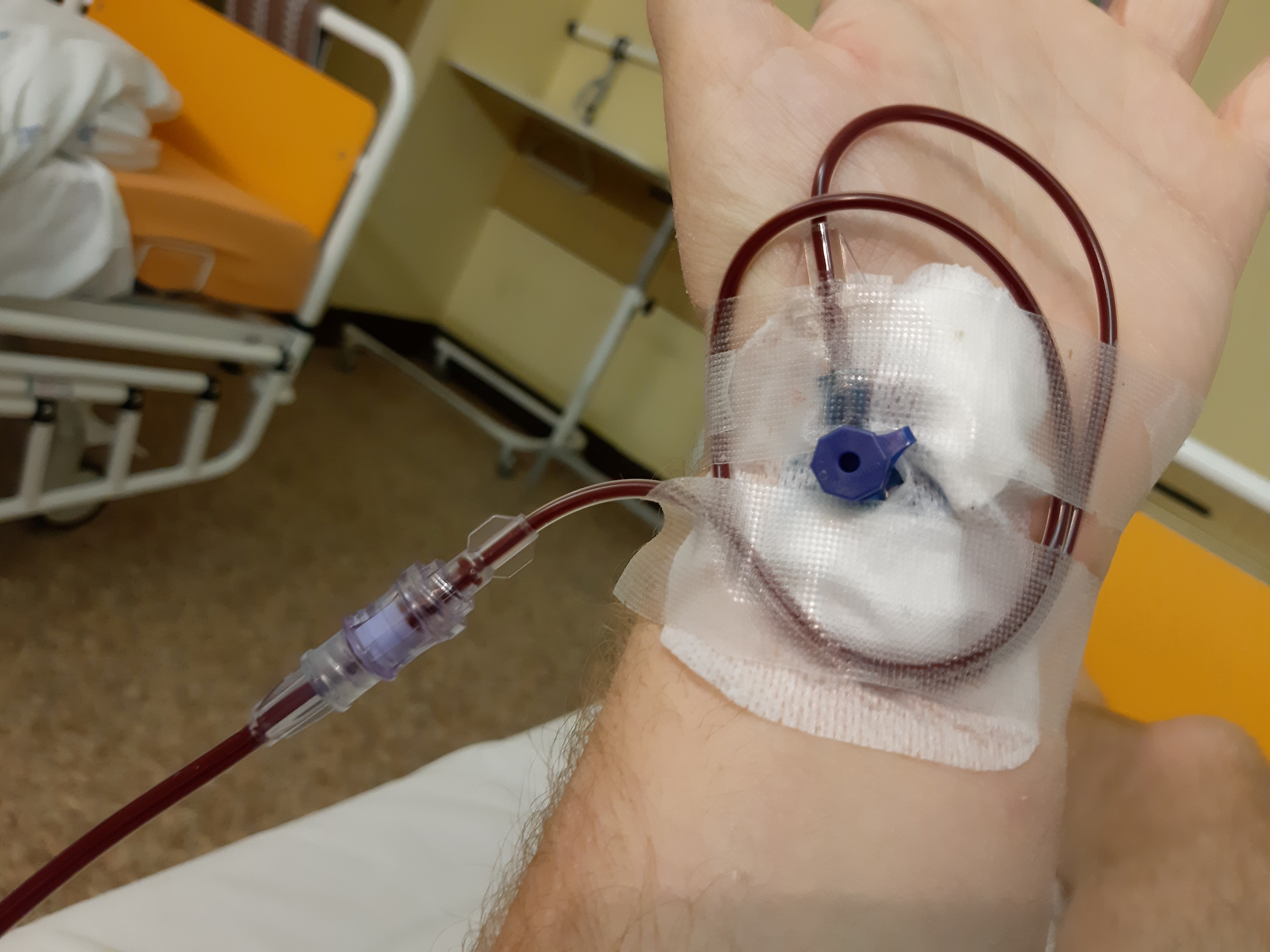
輸血は点滴から投与される。

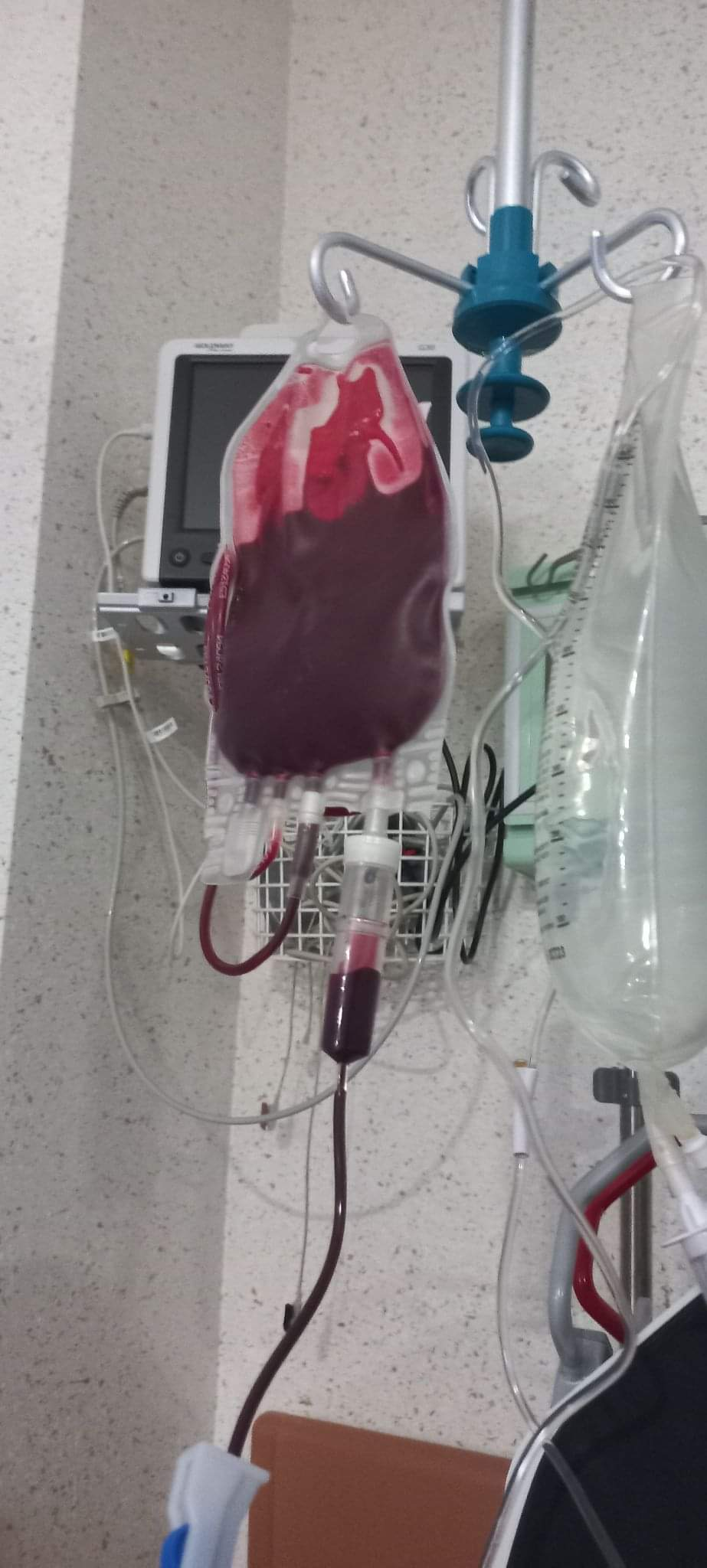
輸血セットに接続された輸血バッグ

輸血前は通常、リスクとベネフィットに関する説明が医療者から受血者に行われる。輸血に絶対必要となるのは血管へのアクセスであり、例外的な状況を除いては末梢静脈カテーテルまたは中心静脈カテーテルが用いられる。輸血は点滴静脈注射に類似しているが、それに用いられる点滴セットはフィルターを備えた専用の「輸血セット」が用いられる。
新鮮凍結血漿は凍結保存されており、輸血前に恒温槽で融解される。濃厚赤血球は低温保存されているが、通常は加温を必要としない。急速大量輸血の際は低体温による副作用防止のために製剤を加温してから投与する。
最初の5分間は受血者を観察し続けることが推奨される。副作用が発現したときは直ちに輸血を中止する。重篤な副作用（例えばアナフィラキシー）ほど、発現時間が早い。輸血が終了しても遅発性副作用が起こる可能性はあるため、輸血前の受血者血液と血液製剤のパイロット血液は2週間保管する。パイロット血液とは血液製剤のバッグに付属している細いチューブ内の少量の血液のことであり、これは輸血前後の検査に用いられる。

## 副作用
医薬品の安全性がファーマコビジランスによって監督されるのと同様に、血液および血液製剤の安全性はヘモビジランスによって監督される。これは、世界保健機関（WHO）によって、「輸血の安全性、有効性、効率性を高めるために、ドナーからレシピエントまでの輸血流通路のすべての活動を網羅し、輸血に関連する望ましくない事象の発生または再発を特定し、防止する」ためのシステム と定義されている。このシステムには、輸血および血液製剤製造に関連する ヒヤリハットおよび有害事象の監視、特定、報告、調査、分析が含まれるべきである 。英国では、このデータはSHOT（Serious Hazards Of Transfusion）と呼ばれる独立組織によって収集されている。
血液製剤の輸血はいくつかの合併症と関連しており、その多くは以下の通り、免疫学的または感染に分類される。保存中の潜在的な品質劣化については議論がある（後述）。

### 有害作用
- 急性溶血性輸血反応（英語版） は、英国のSerious Hazards of Transfusion (SHOT)によると、「輸血後24時間以内の発熱およびその他の症状ないしは溶血徴候を指し、Hbの低下、乳酸脱水素酵素（LDH）の上昇、直接抗グロブリン試験（DAT）陽性、クロスマッチ陽性のうちいずれか1つ以上によって確認されるもの」と定義されている[82] 。これは、レシピエントが生来持っているIgM抗体によるドナー赤血球の破壊によるものである[83]。 多くの場合、事務的なミスまたは不適切なABO式血液型判定とクロスマッチングにより、ドナーとレシピエントのABO式血液型が不適合となるために起こる。症状としては、発熱、悪寒、胸痛、背部痛（英語版）[84]、出血、心拍数の増加、息切れ、急激な血圧低下などがある。不適合輸血が疑われる場合には、輸血を直ちに中止し、溶血の有無を評価するために血液を検査に送る必要がある。治療は対症療法である。血管内溶血[85]の影響により腎障害が起こることがある（色素腎症）[86] 。輸血反応の重症度は、輸血されるドナーの抗原量、ドナーの抗原の性質、レシピエントの抗体の性質と量に依存する[84]。

- 遅発性溶血性輸血反応（英語版） は輸血後24時間以上、数週間以内に起こる[85]。原因のほとんどは、二度目以降の輸血による感作、すなわち輸血された赤血球の膜上の抗原に対する免疫反応による[85]。関与する抗体はIgG抗体である[85]。遅発性溶血反応は、輸血開始前に存在した抗体の力価が低く、輸血前検査では検出できないか、または輸血された血液中の抗原に対する新しい抗体が発現するために起こる。赤血球はマクロファージによって血液循環から肝臓や脾臓に除去され、破壊される[84]。その結果、血管外溶血が起こる[84]。このプロセスは通常、抗Rh抗体と抗Kidd抗体（英語版）によって媒介される[84]。しかし、このタイプの輸血反応は、急性溶血性輸血反応と比較すると重症度は低い[84]。
- アレルギー性輸血反応（英語版）はIgE抗アレルゲン抗体によって引き起こされる[84]。抗体がその抗原と結合すると、肥満細胞や好塩基球からヒスタミンが放出される[84]。ドナー側またはレシピエント側のIgE抗体のいずれもがアレルギー反応を引き起こす可能性がある[84]。花粉症のようなアレルギー疾患を持つ患者に多くみられる[84]。患者はかゆみやじんましんを生じることがあるが、症状は通常軽度で、輸血を中止して抗ヒスタミン剤を投与することでコントロールできる[84]。

- 発熱性非溶血性輸血反応（英語版） は、アレルギー性輸血反応と並んで最も一般的なタイプの輸血反応であり、保存されているドナーの血液中の白血球が放出するサイトカイン[52] 、またはレシピエントの抗体によるドナーの白血球への攻撃のために起こる[84] 。このタイプの反応は、輸血の約7%で起こる。 発熱は一般に短時間で、解熱剤で治療され、急性溶血反応が除外される限り輸血は完遂される。これが、赤血球製剤からドナーの白血球を濾過する白血球除去（leukoreduction: LR ）が現在広く行われている理由である[52]。

- アナフィラキシー反応は、IgA抗血漿蛋白抗体によって引き起こされる、生命を脅かすまれなアレルギー症状である[84]。患者は発熱、喘鳴、咳、息切れ、ショックの症状を呈する[84]。アドレナリン（英語版）による緊急治療が必要である[84]。選択的免疫グロブリンA欠損症（英語版）では、患者自身はIgAを持たないものの、アナフィラキシー反応はドナーの血漿中のIgA抗体によって引き起こされると推定されており、輸血に特別な注意を要する[84]。

- 輸血後紫斑病（Post-transfusion purpura: PTP）（英語版）は、血小板輸血の5-10日後に起こる血小板減少症で、患者の血液中に、ドナーとレシピエントの両方のヒト血小板抗原（Human platelet antigen: HPA）（英語版）に対する抗体が存在することに関連している[84]。症状は出血傾向であり、紫斑（英語版）として知られる皮膚の紫色の変色を示すことがある[84]。治療は免疫グロブリン静注療法（IVIG）や血漿交換が選択される[84][87]。

- 輸血関連急性肺障害（Transfusion-related acute lung injury: TRALI）（英語版） は、急性呼吸窮迫症候群（ARDS）に類似した症候群であり、血漿含有血液製剤の輸血中または輸血後6時間以内に発症する。発熱、低血圧、息切れ、頻脈がこの種の反応でしばしば起こる。確定診断のためには、輸血後6時間以内に症状が発現し、低酸素血症が存在し、両側浸潤の胸部X線所見があり、左房圧負荷（体液過多）の所見がないことが必要である[88]。 輸血患者の0.1-15%に発生し、死亡率は5〜8%とされる[88]。レシピエントの危険因子には、末期肝疾患、敗血症、血液学的悪性腫瘍、人工呼吸患者などがある[88]。ヒト好中球抗原（HNA）およびヒト白血球抗原（HLA）に対する抗体が、この種の輸血反応と関連している[88]。ドナーの抗体が抗原陽性のレシピエント組織と相互作用すると、炎症性サイトカインが放出され、肺毛細血管漏出が生じる[88]。治療は対症療法である[88]。ドナー側の要因として、TRALIの原因のひとつである抗白血球抗体は妊娠などにより産生されるため、日本では新鮮凍結血漿（FFP）の製造を男性由来血に切り替えることが2011年から開始され、2012年以降に400mL採血由来FFPがほぼ全て男性由来血となった[25]。以降、FFPによるTRALIが減少した[25]。

- 輸血関連循環過負荷（Transfusion associated circulatory overload: TACO）（英語版）は、一般的ではあるが、見落とされがちな、輸血中止後6時間以内の以下の症状の3つの新規発症または増悪からなる、輸血に対する反応である[89]。

1. 急性の呼吸困難
2. 脳性ナトリウム利尿ペプチド（BNP）上昇
3. 中心静脈圧（CVP）の上昇
4. 左心不全の兆候
5. 体液バランス陽性負荷の兆候
6. 肺水腫の胸部X線写真所見。

- 輸血後移植片対宿主病は、レシピエントの体がドナーのT細胞を排除できなかった免疫不全患者で起こりやすい。ドナーのT細胞がレシピエントの細胞を攻撃してしまう。輸血1週間後に生じる[84]。このタイプの輸血反応では、発熱、発疹、下痢を伴うことが多い。死亡率は高く、患者の89.7％が24日後に死亡している。免疫抑制療法が最も一般的な治療法である[90]。T細胞がレシピエントの細胞を攻撃するのを防ぐために、ハイリスク患者には血液製剤の放射線照射と白血球除去が必要である[84]。

### 感染
赤血球輸血の大量使用と、感染症のリスクには関連があるものの、入院患者に対して輸血を制限してもしなくても、感染症の全体的なリスクにはメタアナリシスで有意な差が示されていない（制限輸血は重症感染のリスクは減らす）。
まれに血液製剤が細菌に汚染されることがある。これは、輸血による細菌感染症（transfusion-transmitted bacterial infection）として知られる、生命を脅かす感染症を引き起こす可能性がある。重症細菌感染のリスクは、血小板輸血では約5万回に1回、赤血球輸血では約50万回に1回と推定されている（2002年）。血小板輸血が他の血液製剤よりも汚染されやすい理由は、室温で保存され、これが細菌の増殖にも好適であるからである。汚染源としては以下が挙げられる。
- 採血中のドナーの皮膚からの細菌
- ドナーの菌血症
- 環境中の細菌
- 採血器具や処理装置の汚染
- 新鮮凍結血漿解凍中の汚染。

汚染源微生物は多様で、皮膚細菌叢、腸内細菌叢、環境中の微生物などが含まれる。アルコール綿棒単独使用か、アルコール綿棒に続いて消毒薬を使用するか、どちらが供血者からの献血汚染を減らせるかは不明である。献血センターや検査室では、汚染のリスクを減らすために多くの戦略が実施されている。輸血性細菌感染症の確定診断は、レシピエントにおける培養陽性の同定、およびドナー血液における同一菌の同定によってなされ、代替診断法はない。
HIVに感染した血液を輸血されると90%がHIVに感染する。しかし、先進国では、ドナーの選択とHIVスクリーニングが改善されており、輸血によってHIVに感染するリスクは極めて低い。日本では8400万輸血に一件程度とされ、2013年の1件を最後に2022年まで感染確認はない。
輸血を介したC型肝炎の感染も日本では、2013年以降2022年まで感染確認はない。B型肝炎は毎年1例前後発生している。
その他のまれな感染には、梅毒、シャーガス病、サイトメガロウイルス感染症（免疫不全患者に起こる）、HTLV、バベシアなどがある。シャーガス病は輸血により感染するため、一定期間伝染病がある地域にいた人は献血を行えない。

### 比較表
| + =時折現れる症状 ++ =頻発症状     |                                                  |                       |                        |                    |
|                                    | 発熱性非溶血性輸血反応                           | TRALI                 | 急性溶血性輸血反応     | 血液製剤の細菌汚染 |
| 輸血中または輸血後の症状の出現時間 | 通常、自然に解熱する。 5-10％は2時間後まで続く。 | 早期 (10–15 ml投与後) | 早期 (50–100 ml投与後) | 輸血後最大8時間    |
| 発熱                               | +                                                | ++                    | ++                     | ++                 |
| 寒気                               | ++                                               | ++                    | ++                     | +++                |
| 冷感                               | ++                                               | -                     | +                      | -                  |
| 不快感                             | ++                                               | -                     | -                      | -                  |
| 硬直                               | +                                                | -                     | -                      | -                  |
| 頭痛                               | +                                                | -                     | +                      | -                  |
| 嘔気嘔吐                           | +                                                | -                     | ++                     | -                  |
| 呼吸困難                           | +                                                | ++                    | ++                     | -                  |
| チアノーゼ                         | -                                                | ++                    | ++                     | -                  |
| 低血圧 / ショック                  | -                                                | ++                    | ++                     | ++                 |
| 播種性血管内凝固                   | -                                                | -                     | ++                     | ++                 |
| ヘモグロビン尿                     | -                                                | -                     | ++                     | +                  |
| 腎不全                             | -                                                | -                     | ++                     | ++                 |
| 背部痛                             | -                                                | -                     | ++                     | -                  |

### 保存障害
赤血球（RBC）は、輸血されることが圧倒的に多い血液製剤であるが、保存中に起こる様々な生化学的・生体力学的変化、いわゆる保存障害（storage lesion）によって劣化した赤血球が輸血効果を低下させることがある。赤血球の場合、これは生存率と組織酸素化能力を低下させる可能性がある。生化学的変化の一部は輸血後に可逆的であるが、生体力学的変化はそうではなく、赤血球の若返り効果を持つとする製剤はまだこの現象を十分に逆転させることができない。血液製剤の保存期間が輸血有効性の要因であるかどうか、特に「古い」血液が直接または間接的に合併症のリスクを増加させるかどうかについては、論争が続いている。この疑問に対する研究結果は一貫しておらず、古い血液は確かに有効性が低いことを示すものもあれば、そのような差がないことを示すものもある。
最大保存期間（現在42日間）、最大自己溶血閾値（現在米国で1％、欧州で0.8％）、輸血後生体内赤血球生存率の最低レベル（現在24時間後で75％）など、赤血球の保存障害を最小限に抑えるための一定の規制措置が設けられている。しかし、これらの基準はすべて普遍的な方法で適用されており、製品の単位ごとの違いは考慮されていない。生体内（in vivo）の患者における輸血の有効性を判断する「最良の」方法については、さまざまな意見がある。一般に、輸血前の特定の赤血球製剤単位について、品質を評価したり有効性を予測したりするためのin vitro検査はまだ存在しないが、赤血球変形能や赤血球脆弱性などの赤血球膜特性に基づく潜在的に関連性のある検査は検討されている。
近年は、輸血にかかる直接的および間接的なコストが非常に高いことに加え、保存障害を取り巻く不確実性が指摘されていることもあり、輸血を最小限に抑える、いわゆる「制限プロトコール」が採用されている。
血小板の輸血は（赤血球に比べて）はるかに少ないが、血小板の保存障害とそれに伴う有効性の低下が懸念事項である。
日本赤十字社の濃厚赤血球の保存期間は採血後28日間（2022年まで21日間）、新鮮凍結血漿は1年間に及ぶが、濃厚血小板は4日間しかない。なお、新鮮凍結血漿の融解後使用期限は24時間である。

### その他
- 大腸がんでは、術中輸血とがんの再発が関連していることが知られている[122]。肺がんでは、術中輸血は、がんの早期再発、生存率の悪化、肺切除後の転帰の悪化と関連している[123][124] 。輸血による免疫系の障害は、輸血と自然免疫系および適応免疫系と完全に関連している10種類以上のがんを引き起こす主な要因の1つに分類される[125]。輸血は、腫瘍減量手術（cytoreductive surgery: CRS）（英語版）や腹腔内温熱化学療法（Hyperthermic intraperitoneal chemotherapy: HIPEC）（英語版）後の転帰を悪化させる[126] 一方、同種輸血は、T細胞、骨髄由来抑制細胞（MDSC）、腫瘍関連マクロファージ（TAM）、ナチュラルキラー細胞（NKC）、樹状細胞（DC）を含む5つの主要なメカニズムを通じて、レシピエントの防御機構を助けることができるともされる[125]。列挙した各項目の役割には、抗腫瘍（英語版）CD8+細胞傷害性T細胞（CD8+/CTL）の活性化、制御性T細胞（Treg）の一時的不活性化、シグナル伝達兼転写活性化因子3（STAT3）によるシグナル伝達の不活性化、抗腫瘍免疫応答を増強するための細菌の使用、細胞性免疫療法などが含まれる[125]。

- 低体温症は、通常低温で保存されている血液製剤を大量に輸血した場合に起こることがある[127]。予防には、輸血前に血液製剤を温めることが必要である[注釈 3][127]。

- 大量の赤血球輸血は、重篤な出血および/または輸血不応（上記参照）のいずれであれ、出血傾向の原因となる[128]。その機序は、レシピエントの血小板や凝固因子の希釈とともに、播種性血管内凝固によるものと考えられている[128]。厳重なモニタリングを行い、必要に応じて濃厚血小板や新鮮凍結血漿の輸血を行う[128]。

- 大量輸血では、血液製剤中に含まれているクエン酸塩が重炭酸塩に分解されるため、代謝性アルカローシスが起こることがある[129]。

- 大量輸血では、クエン酸と血清カルシウムが複合体を形成するため、低カルシウム血症も起こりうる。0.9mmol/L未満の血清カルシウム値は治療すべきである[130]。

- 血液ドーピング（英語版）は、アスリート[131]や軍人[132]が、肉体的スタミナを増強するため、あるいは単に任務時間中に活動的で警戒心を維持するためなどの理由で、それぞれ行われることがある。過度の血液ドーピングは血液の粘性が過剰に高まって組織への酸素供給が逆に減少する過粘稠度症候群（英語版）を生じることがある[133]。

## 輸血の使用数
世界全体では、1年間に約8500万単位の赤血球製剤が輸血されている。
米国では、2011年の入院中に約300万回の輸血が行われ、ありふれた処置となっている。輸血を伴う入院の割合は1997年からほぼ倍増し、人口1万人当たり40回の入院から95回の入院となった。輸血は、2011年に45歳以上の患者に行われた最も一般的な処置であり、1～44歳の患者では最も一般的な処置の上位5位に入っていた。
ニューヨーク・タイムズ紙によれば、「医学の進歩により、何百万回もの輸血の必要性がなくなっており、かつて大量の血液を必要とした冠動脈バイパスなどの処置を受ける患者にとっては朗報である」。一方、「血液バンクの収入は減少しており、その減少は2008年の最高額50億ドルから今年（2014年）は年間15億ドルに達するかもしれない。赤十字社によれば、今後3年から5年の間に、雇用損失は業界全体のおよそ4分の1にあたる12,000人に達するだろう」。
日本では2021年に、赤血球製剤はおよそ488万単位、血小板製剤は1.7万単位、血漿製剤は169万単位が使用された。

## 臨床的に特殊な状況

### 新生児
ほとんどのガイドラインでは、免疫系が十分に発達していない新生児や低出生体重児には、単に白血球を除去した血液成分ではなく、サイトメガロウイルス陰性の血液成分を提供することを推奨している。CMV抗体陰性の割合は献血者数の多い30～40歳代で17.2～26.7%（日本のデータ）であり、提供可能者は限られる。
新生児輸血は通常2つのカテゴリーに分類される。
- 血液検査による損失や貧血の補正を補うために輸血が行われることがある[138]。
- ビリルビンの除去、抗体の除去、赤血球の補充（サラセミアやその他のヘモグロビン異常症（英語版）に続発する貧血など）のために輸血が行われる（交換輸血という）[139]。

### 大量出血
大量輸血プロトコール（ massive transfusion protocol: MTP）は、10単位以上の血液が必要な重症外傷など、著しい出血がある場合に使用される。一般的には、濃厚赤血球、新鮮凍結血漿、濃厚血小板が投与される。通常、新鮮凍結血漿と濃厚血小板が濃厚赤血球に比して比率が高い。通常の輸血前に行われる血液型検査から、交差適合試験までを終わらせるには数十分～1時間を要するが、これらの検査を行う時間的余裕が無い場合は、濃厚赤血球はO型、新鮮凍結血漿はAB型が投与される。濃厚赤血球はO(-)が最も望ましいが、日本ではRH陰性の血液型保持者が稀であることから、O(+)の濃厚赤血球を用いざるを得ない。Rh不適合輸血の安全性を検証した報告はいくつか見られるが，いずれも有害事象を認めていない。
一部の地域では、大量失血による予防可能な死亡を減らすために、病院搬送前に輸血が行われる。例えば、妊娠中の母親に大量出血が起こったとき、救急車は血液バンクにあるような、FDA（米国食品医薬品局）規格のポータブル血液冷蔵庫に保存された血液を携えて出動可能である。米国では、病院前輸血が広く行われていれば助かったはずの患者が、年間31,000人も失血死している。

### 血液型が不明の場合
血液型O（-）は誰とでも適合するため、しばしば過剰に使用され、供給不足に陥っている。血液と生物学的治療推進のための協会（Association for the Advancement of Blood and Biotherapies: AABB）によれば、この血液型のヒト自身は、他の血液型が適合しないため、O（-）の輸血はO（-）の血液型の人、および妊娠している可能性があり、緊急治療を行う前に血液型検査を行うことが不可能な女性に制限されるべきである。可能な限り、AABBは、より希少性の低い代替を特定するための血液型検査を使用することにより、O（-）の血液を温存することを推奨している。

### 宗教的輸血拒否
エホバの証人は、血液は神聖なものであるという信念から、輸血を拒否することがある。

## 輸血の代替
赤血球輸血が臨床的に唯一の適切な選択肢である臨床状況もあるが、臨床医は代替案が実行可能かどうかを検討する。これには、患者の安全性、経済的負担、血液の不足などいくつかの理由がある。ガイドラインでは、貧血の程度にもよるが、輸血は貧血・出血のために心血管系が不安定、または緊急性の高い患者のために温存されるべきであると勧告している。  慢性期の鉄欠乏性貧血患者には、鉄剤の投与が推奨される。
人工的な代替血液は研究段階に留まっており、少なくとも2022年時点では実用化されていない。

## 日本の輸血医療
日本では、日本赤十字社が血液事業を独占的に行っている。病院の輸血部門の機能は、日本赤十字社の血液センターから供給された血液製剤に交差適合試験などを行って臨床部門に供給することにある。米国では、民間の血液バンクが複数存在する。日本の病院は血液センターに必要な輸血を発注し、毎日1回、週6日血液センターから供給されるが、外傷など緊急輸血が必要な場合は緊急の発注・供給も行われる。日本では供給は専門業者に委託されているが、オーストラリアではタクシーが利用される場合もあるとのことである。日本では全人口に対する献血率は3.43%であり、アジアでは韓国（5.09%）に次いで2位である。法令整備に関しては、各国で異なっており、日本やヨーロッパでは輸血法が存在するが、アメリカには存在しない。製剤1単位の容量は欧米では450-500mlが一般的であるが、1単位を200mLとしているのは日本だけである。保存前の白血球除去は高コストであり、全製剤に導入している国は少ないが日本では全例に対して行われている。

## 薬物乱用目的の特殊な輸血
南アフリカでは、ニャオペ（麻薬の一種）中毒者の一部が、麻薬が引き起こす高揚感を経済的に共有するために、口語的にBluetoothingとして知られる、同名の無線技術にちなんで命名された少量の輸血を行っている。

## 獣医学領域の輸血
動物間でも獣医師により輸血は行われる。適合することを確実にするための必要な検査は動物種により異なる。例えば、猫の既知の血液型は3種類、牛は11種類、犬は少なくとも13種類、豚は16種類、馬は30種類以上である。しかし、多くの動物種（特に馬と犬）では、非自己細胞表面抗原に対する抗体は最初からは発現していないため、つまり、輸血された血液に対する免疫反応を起こす前に動物が感作される必要があるため、最初の輸血の前に必ずしも交差適合試験を行う必要はない。
供血側の動物は、供血動物という。1992年の資料では、人間のような血液バンクや犬血液型判定キットなどは不足しているとされる。そのため、日本では供血犬・供血猫などを動物病院で飼育、もしくはボランティアで提供してくれる飼い主を募集していたりする。

### 馬
馬の血液型は、A式、C式、D式、K式、P式、Q式、U式の7種類ある。多くの馬へ血液が提供できる馬はユニバーサルドナーと呼ばれ、「Aa抗原およびQa抗原のいずれも持たない馬」および「Aa抗原およびQa抗原に対する抗体を保有していない馬」であることが条件である。この条件を満たしやすい種として、ポニーの一種であるハフリンガー種は約8割が条件を満たす。

### 犬
犬の血液型は13種類あり、犬赤血球抗原（Dog Erythrocyte Antigens: DEA）は8種類ある。その中では、DEA1.1が陰性であれば、全ての血液型に対して供血可能である。

### 猫
猫の血液型は、A型、B型、AB型の3種である。A型、B型は互いに相性が悪く、B型血液の猫にA型を輸血するとA型の猫にB型の血液を輸血する場合より重篤な症状を引き起こすため、それぞれの型にあった血液を輸血する必要がある。
血液バンク
台湾では、2016年7月5日国立屏東大学に置かれたものが最初である。日本では、公益財団法人日本小動物医療センターが無償の「いぬねこ献血の会」を運営している。

## 歴史
1492年、教皇インノケンティウス8世 は、あるユダヤ人医師から「世界初の輸血」を受けたと言われることがある。彼は教皇に10歳の少年3人の血を注入した。少年たちはその後死亡し、教皇自身も死亡した。しかし、この話はウィリアム・ハーヴェイによる血液循環説の提唱（1628年）の前であることから信憑性が低く、反ユダヤ的な血の中傷の可能性があると考えられている。そもそも輸血では無く、単に血を飲ませたのであるともいわれる。

### 初期の試み

#### 血液循環論
輸血の歴史に輝かしい業績を残したのは、ウィリアム・ハーヴェイである。かれは1616年にはじめて血液循環論の講義を行い、1628年「動物における心臓の動きと血液についての実験的解剖学」という論文を発表した。出血すれば循環血液が減少し、これには輸血すれば良いという科学的論理の礎となったのである。

#### 動物同士の輸血

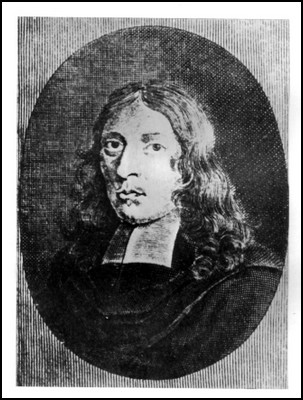
リチャード・ロウアーは1665年に動物同士、1667年に動物からヒトへの輸血を行った。

1660年代、王立協会に勤務していた医師リチャード・ロウアーは、血液量の変化が循環機能に及ぼす影響を調べ始め、動物における交差循環研究の方法を開発した。彼が考案した新しい器具のおかげで、王立協会の著名な同僚たちの前で、確実に記録された最初の輸血を成功させることができたとされる。
ロウアーの記述によれば、「...1665年2月の終わり頃、（私は）中型の犬を一匹選び、その頸静脈を開いて、犬の力がほとんど抜けるまで血を抜いた。それから、この犬の大損失を2頭目の血液で補うために、1頭目と並んで固定されていたかなり大きなマスチフの頸動脈から血液を導入した。彼が「頸静脈を縫合」した後、その動物は「不快感や不満を示すことなく」回復した。この輸血にはアシの茎が用いられた。ロウアーは当初、静脈から静脈への輸血を試みたが、アシの中でゆっくり流れる血液が凝固するために失敗した。動脈から静脈への輸血とすることで、血圧差により、凝固させずに輸血することに成功した。
その後、彼は「高名な（ロバート・）ボイルから......王立協会に実験全体の手順を知らせるよう要請され」、1665年12月に王立協会のフィロソフィカル・トランザクションズ（Philosophical Transactions）誌に掲載した。

#### 動物からヒトへの輸血
動物から人への最初の輸血は、1667年6月15日、フランス国王ルイ14世の高名な侍医であったジャン＝バティスト・デニによって行われた。デニと彼の支持者達は、それまでありとあらゆる病気に対して行われていた瀉血を疑問視し、輸血が「悪性の血液による」病気に有効だと考えたのである。彼は羊の血を15歳の青年に輸血し、彼は生き延びた。デニは、9オンスの羊の血を、精神疾患の青年に輸血した。当初、患者はこの輸血によく耐えたが、その後の輸血で、記録されている最初の有害事象が発生した。デニは、今日の血液学者なら誰でも輸血反応として認めるであろうことを、驚くべき正確さで描写している。『血液が彼の静脈に入り始めるとすぐに、彼は腕に沿って、そして脇の下のあたりが熱くなるのを感じた。脈拍はすぐに上昇し、すぐに顔全体に大量の汗をかいた。この瞬間、脈拍は極端に変化し、腎臓に激痛が走り、胃の調子が悪くなり、（輸血を）やめてくれないと窒息しそうだと訴えた...。目を覚ますと......コップ一杯の大小便をし、その色はまるで煙突の煤が混じったような黒色だった』。この患者の症状は、動物の血液に対して抗原抗体反応が起こって、赤血球が破壊され腎障害が起こってショックにまで至って死にかけたことを示している。しかし、この患者の精神疾患は改善した。
デニによって輸血を受けた3人目の患者は、スウェーデンのグスタフ・ボンデ（Gustaf Bonde）男爵だった。彼は2回の輸血を受けたが、2回目の輸血の後、ボンデは死亡した。1667年の冬、デニは他の患者には、子牛の血液による輸血も数回行った。3回目の輸血でその患者は死亡した。デニの一連の実験には、失敗も含まれていたが、ロウアーを含む、同時代のイギリスの科学者たちに、ライバルとして大きな衝撃を与えた。
1667年11月、ロウアーはロンドンで、英国初の動物血液のヒトへの輸血を行った。その患者はアーサー・コガという精神異常の患者であった。羊の血が使われたのは、羊のおとなしさが役立つとの憶測があったからである。コガは実験に参加するために20シリング（2021年の183ポンドに相当）を受け取り、生き残りはしたものの精神異常は輸血により改善しなかった。
ロウアーはその後、血流の正確なコントロールと輸血のための新しい器具を開発し、その設計は現代の注射器やカテーテルと実質的に同じであった。まもなくロウアーはロンドンに移り、そこで診療を行うようになり、ほどなくして研究をやめてしまった。
これらの動物血液を使った初期の実験は、イギリスとフランスで激しい論争を引き起こした。 ついにフランス議会により1670年に輸血は禁止され、間もなくイギリス議会やローマ教皇もこれに追随した。17世紀ヨーロッパにおける輸血ブームに冷水が浴びせられ、次の18世紀には輸血に関する論文が絶無となった。輸血が同種でなければ成功しないことがエディンバラの医師、ジョン・リーコックによって示されたのは1816年であった。

#### ヒトからの輸血

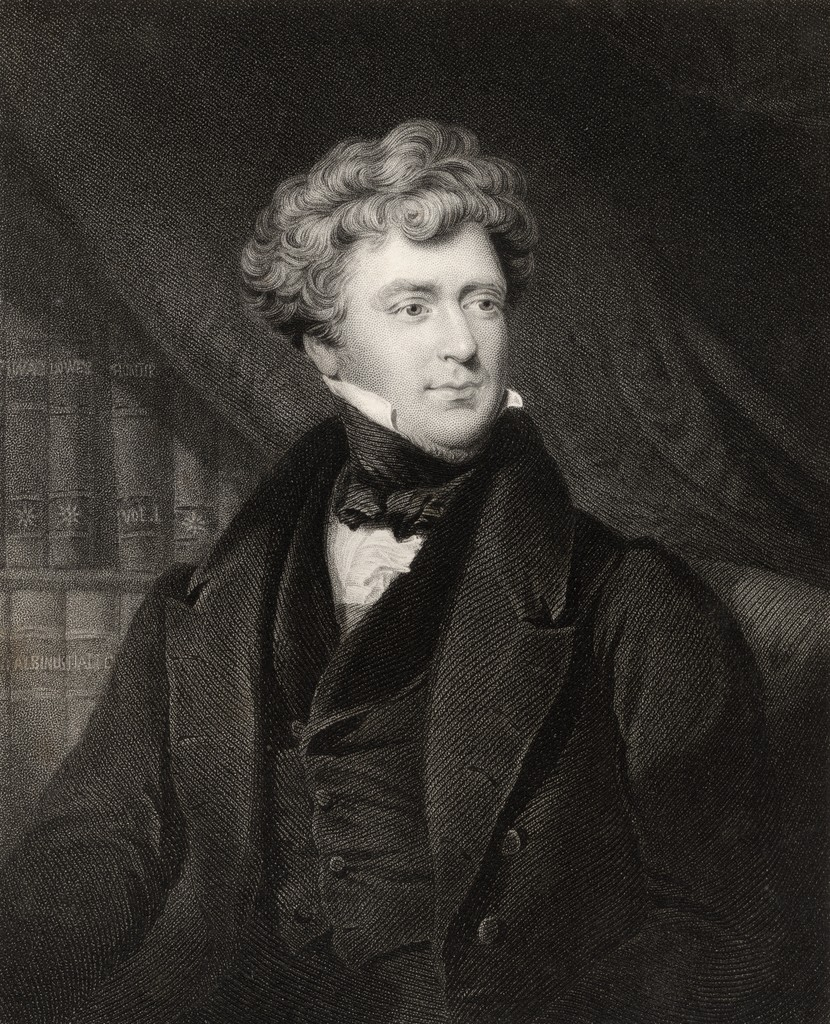
ジェームズ・ブランデルは1818年にヒト同士の輸血に成功した。

19世紀初頭、イギリスの産科医ジェームズ・ブランデルは、ヒト血液の輸血による出産時の出血の治療に取り組んだ。彼のアイデアの画期性は、輸血にヒトの血のみを用い、対象を精神疾患などではなく、出血に絞ったことにある。1818年、動物を使った実験の後、彼は分娩後出血の治療に初めてヒトの血液を輸血することに成功した。ブランデルは合計10名に輸血を行い、そのうち5名は生き延びた。彼はまた、輸血のための多くの器具を発明した。彼はこの努力によって、およそ200万ドル（現代の5,000万ドル相当）という相当な金額を稼いだ。
1840年、ロンドン大学セント・ジョージズ医学部で、サミュエル・アームストロング・レーンが、ブランデルの助力を得て、血友病治療のための全血輸血を初めて成功させた。
ジェームス・ブランデルを模倣する研究はエジンバラでも続けられた。1845年、Edinburgh Journal誌は、重度の子宮出血の女性への輸血が成功したことを紹介した。その後の輸血は、ジェームス・シンプソン教授の患者にも成功し、この教授にちなんでエディンバラのシンプソン記念マタニティ・パビリオン（Simpson Memorial Maternity Pavilion）が命名された。

19世紀末には、輸血に成功したというさまざまな単独の報告が現れた。 初期の輸血成功の最大の一連の報告は、1885年から1892年にかけてエディンバラ王立診療所（Edinburgh Royal Infirmary）で行われた。エディンバラは後に、献血と輸血サービスの拠点となった。

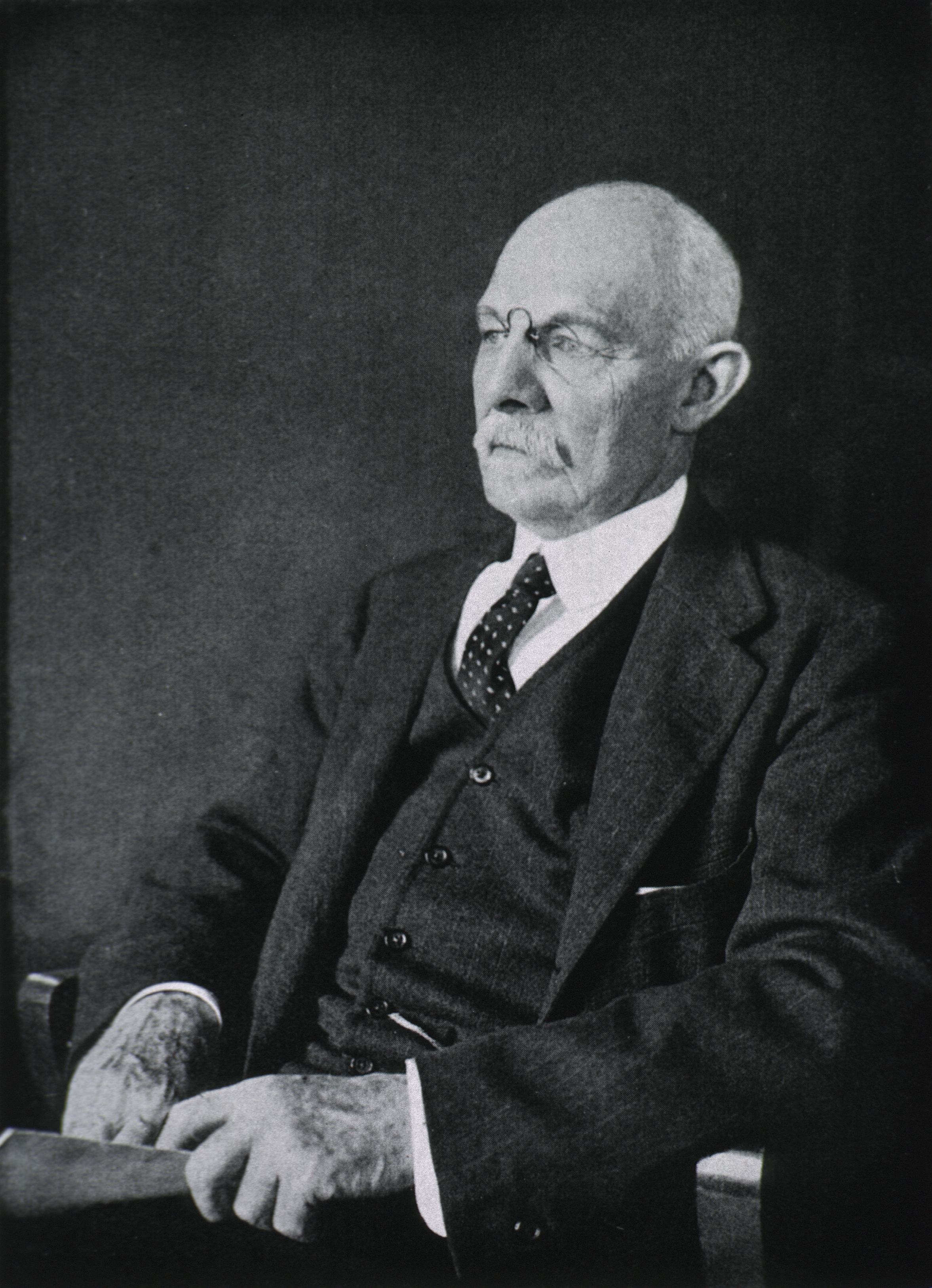
ウィリアム・スチュワート・ハルステッド(1852-1922)は、米国で最初の輸血を行った医師の一人である。

ウィリアム・スチュワート・ハルステッド（1852-1922）はアメリカの外科医で、1881年にアメリカでおそらく初の輸血を行った。ハルステッドは、出産した妹を診察し、妹が産後出血で衰弱しているのを発見し、大胆にも自分の血液を抜いて妹に輸血し、妹を手術して命を救った。この当時でも、輸血は困難で不確実なものとみなされ、1878年にはアメリカで血液のかわりに牛乳の血管内への注入も試されている。注入後に多くの患者は悪寒、戦慄、高熱を発し、12例のうち1例は死亡した。

### 20世紀以降

#### 血液型の発見と血管吻合の開発
近代的な輸血医学は20世紀より始まった。オーストリアのカール・ラントシュタイナーは、1901年、赤血球がヒトによって異なる表面抗原を持ち、これに他のヒトの血液の抗体が結合することによって免疫反応が起こり、赤血球が凝集して破壊されることを発見した。赤血球が破壊されると遊離ヘモグロビンが血液中に放出され、致命的な結果をもたらす。更に彼は、1909年にヒトの血液をA、B、AB、Oの4種に分類した。ラントシュタイナーの研究によって血液型の判定が可能になり、輸血がより安全に行われるようになった。この発見により、彼は1930年にノーベル生理学・医学賞を受賞した。
チェコスロバキアのヤン・ヤンスキー （Jan Janský）もヒトの血液型を発見しており、1907年に血液型をI、II、III、IVの4つのグループに分類した。1901年にABO血液型を発見したラントシュタイナーは、この時点では血液型はA、B、Oの3種であると考えており、現在知られている血液型4種を先に発見したのはヤンスキーであると見なされている。
アメリカのウィリアム・ロレンゾ・モス（William Lorenzo Moss's）博士（1876-1957）の1910年のモス血液型検査法は、第二次世界大戦まで広く使用されていた。ヤンスキーとモスは、いずれもラントシュタイナーのことを知らず、別個に血液型を「発見」していたのである。輸血学史上最高の業績とされたラントシュタイナーの論文は当初注目されず、評価されはじめたのは1910年代に入ってからである。
ジョージ・W・クライルは、ケース・ウェスタン・リザーブ大学の外科教授であった1906年、クリーブランドのセント・アレクシス病院で、直接輸血による最初の手術を行ったことで知られている。すなわち、血液の凝固を防ぐために、患者の静脈にドナーの動脈を外科的に接続する方法で患者を救った。この後、この方法、または患者同士の静脈を直接カニューレで繋ぐ直接輸血法が一般的となるが、極めて危険な方法ではあった。

#### 直接輸血から間接輸血へ

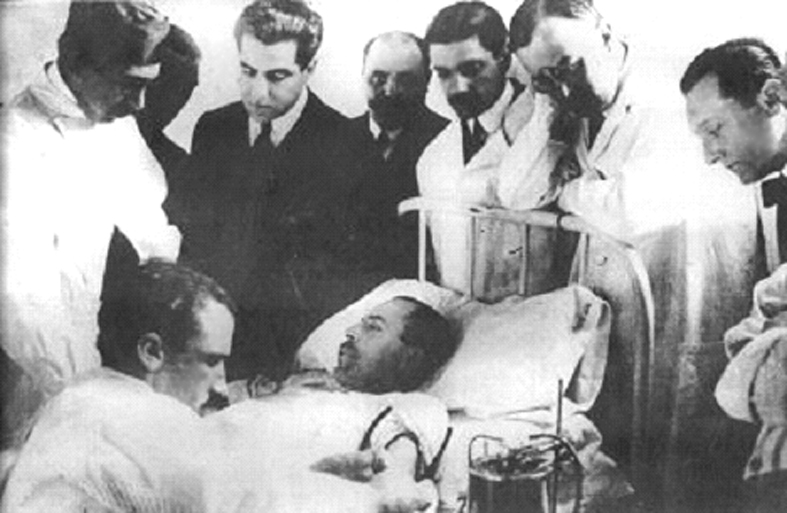
1914年、安全で効果的な最初の輸血を監督するルイス・アゴーテ医師（右から2人目）。

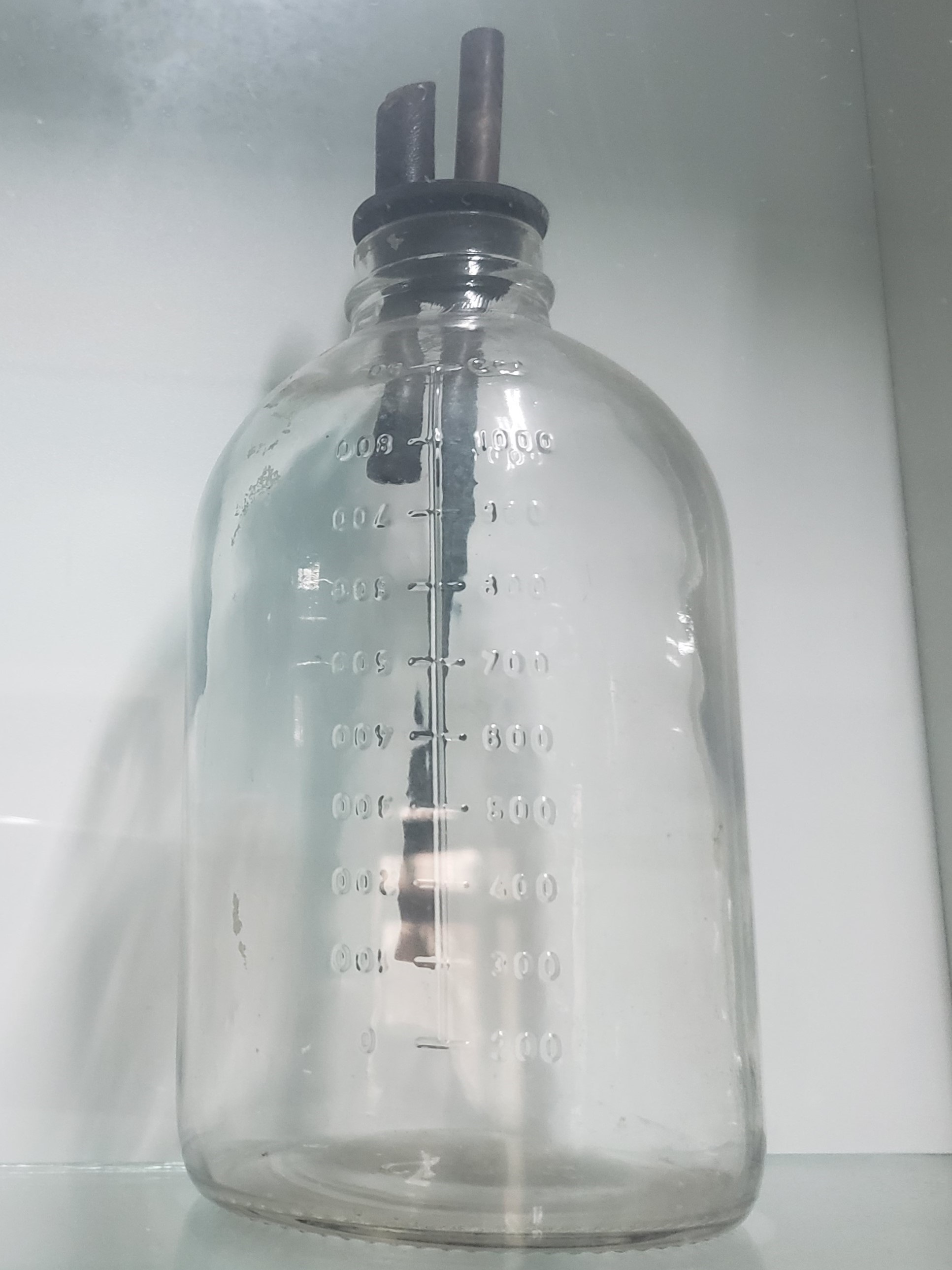
かつて輸血に用いられたガラス容器

これまでの輸血は、凝固する前に供血者から受血者へ直接行わなければならなかったが、この凝固の問題を克服する試みが開始された。イギリスの産科医、ジョン・ブラクストン・ヒックスは、1860年代に、血液の凝固を防ぐ化学的方法を初めて試みていたものの、患者を3人死亡させた。
ラントシュタイナーによる血液型の発見で輸血の安全性は向上したが、注射器で輸血を試みると、3-5分で注射針が詰まってしまっていた。1914年3月27日、ベルギーの医師アルベール・ユスタンは、初めて非直接的な輸血を行ったが、これは希釈した血液であった。同年11月には、アルゼンチンの医師ルイス・アゴーテが、もっと希釈度の低い輸血液を使用した。どちらも抗凝固剤としてクエン酸ナトリウムを使用した。1915年1月、アメリカのマウントサイナイ病院のリチャード・ルーイソンが輸血に混和するクエン酸一ナトリウムの最適な濃度を発表し、血液の長期保存への道が開かれた。このクエン酸の実用化により、供血者と受血者は血管を吻合されたりカテーテルで繋がれるという呪縛から解放され、これが間接輸血法と呼ばれるようになった。
1916年、ロックフェラー大学（当時はロックフェラー医学研究所）の ペイトン・ラウス とジョセフ・R・ターナーが、赤血球の保存液を開発した。 1915年3月の彼らの最初の報告では、ゼラチン、寒天、血清抽出物、デンプン、牛アルブミンは、役に立たない保存剤であることが証明された。しかし、同じ実験を基に、彼らはクエン酸ナトリウムとグルコース（ブドウ糖）の混合溶液が完璧な保存剤であることを発見した。保存された血液は新鮮血とほぼ同じであり、「体内に再導入されたときに優れた機能を発揮する」と『Journal of Experimental Medicine誌』1916年2月号で報告された。血液は4週間まで保存可能となった。クエン酸-スクロース混合物を用いた追加実験も成功し、血球を2週間維持することができた。このクエン酸塩と糖類の混合物は、ラウス・ターナー 溶液としても知られ、血液バンクの発展と輸血法の改善の基礎となった。

#### 交差適合試験の開発
ラウスとターナーによる、以下のもう一つの発見（交差適合試験）は、輸血の安全性において最も重要なステップであった。ラウスは、ラントシュタイナーの血液型の概念がまだ実用的な価値を見いだせないことをよく知っていた：「ラントシュタイナーの努力の運命は、ヒトの血液における群間差の実用的な意義に注意を喚起するものであったが、これは知識が技術に時を刻むという絶妙な例を示している。輸血は、（少なくとも1915年までは）血液凝固の危険性が大きすぎたため、まだ行われていなかった」。1915年6月、彼らはJournal of the American Medical Association誌に、ドナーとレシピエントの血液サンプルを事前に検査すれば凝集を避けられるという重要な報告を行った。クエン酸ナトリウムを血液サンプルの希釈に用い、レシピエントとドナーの血液を9：1と1：1の割合で混ぜた後、15分後には、血液が凝集するか、状態が変わらないままのどちらかであった。この方法を彼らは血液型適合性判定のための迅速簡易検査と呼んだ。彼らのアドバイスによると、固まらない血液を「可能であれば常に選択すべきである」。

#### 第一次世界大戦による進歩
第一次世界大戦（1914-1918）中は、輸血が最も重要な医学的進歩と言われた。この中で、二人の「ロバートソン」が特筆すべき役割を果たした。

##### イギリス
1915年10月、カナダ人医師、ローレンス・ロバートソン中尉は榴散弾による多発外傷の患者に、戦時中初の輸血を注射器で行った。彼はこの後、数ヶ月の間に4回の輸血を行い、その成功はイギリス医学研究審議会の議長であったウォルター・フレッチャーに報告された。ロバートソンは、現場救護所で輸血を採用するよう王立陸軍医療軍団 （Royal Army Medical Corps: RAMC）を説得するのに尽力した。
ロバートソンは1917年の春、西部戦線の傷病兵救護所に最初の輸血装置を設置した。しかし、ロバートソンは交差適合試験を行わなかったため、1916年の輸血では1人が溶血で死亡し、1917年には3人が死亡した。

医学研究者で米陸軍将校だったオズワルド・ホープ・ロバートソンは、1917年にRAMCに所属し、予想される第3次イーペルの戦いに備えて最初の血液バンクの設立に尽力した。彼は抗凝固剤としてクエン酸一ナトリウムを使用し、血液は静脈の穿刺により採取され、戦線に沿って配置された英米の負傷者救護所で瓶に保管された。ロバートソンはまた、分離した赤血球を氷で冷やした瓶に保存する実験も行った。

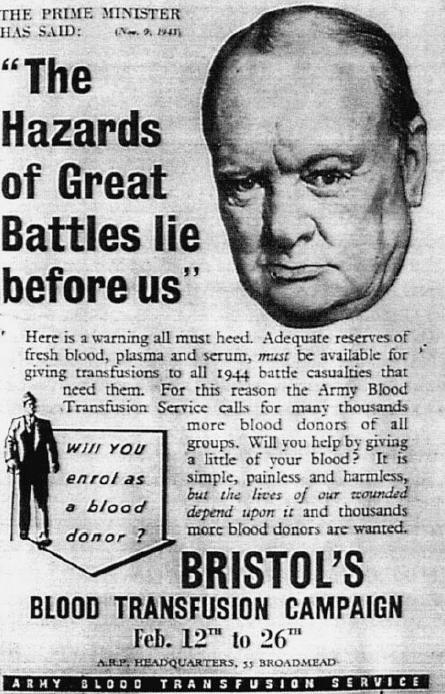
戦争のための献血を呼びかける1944年のイギリスのポスター

英国赤十字の事務局長であったパーシー・レイン・オリバー（Percy Lane Oliver）が、1921年に世界初の献血サービスを設立した。それまで、輸血のための血液の供給源は患者の家族や個人的なつてに依存しており、供給そのものが不安定で不足していた。その年、オリバーは、献血者を緊急に必要としていたキングス・カレッジ病院から連絡を受けた。 オリバーは赤十字の職員を同行して病院に向かい、そのうちの一人の血液型が適合して患者は命をとりとめた。この件をきっかけにオリバーは、ロンドン周辺の診療所で自発的に献血者を登録するシステムの組織化に着手した。ボランティアは、血液型を確定するために一連の検査を受けた。オリバーの命名によるロンドン輸血サービスは無料であり、最初の数年間で急速に拡大した。1925年までにほぼ400人の会員を擁し、1926年には英国赤十字の組織に組み込まれた。オリバーは1926年にこのように書いている。
仕事は切れ目がなく……片時も事務所を離れられない。電話の使用頻度はかなりのもので、この年は受けた電話が2000回以上、かけた電話が3500回以上あった。—パーシー・レイン・オリバー
このサービスの活動は国際的な注目を集めるようになっり、多くの国に対してオリバーは助言を行った。この時期のロンドンで血液の需要が増加したのは、外科医ジェフリー・ケインズの功績に拠るところが大きい。かれはそれまで効果が疑問視されていた輸血を積極的に行って、多くの手術患者を救い、雑誌に記事を書き、ラジオ講演を行い、イギリスで初めての輸血の教科書を出版した。オリバーからのロンドン輸血サービスの医学顧問になってほしい、との依頼も快諾した。

##### ソビエト連邦

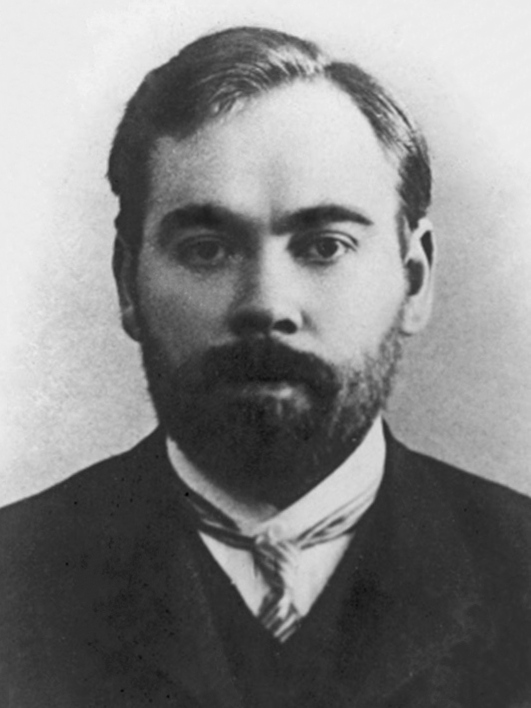
アレクサンドル・ボグダーノフは、1925年にモスクワで輸血の影響を研究するための科学研究所を設立した。

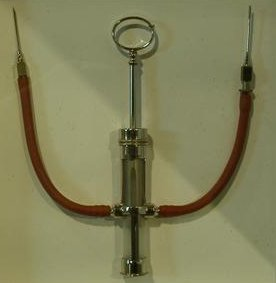
第二次世界大戦中のロシア製、ヒト間直接輸血用注射器

アレクサンドル・ボグダーノフは1925年、モスクワに輸血学専門の学術機関を設立した。ボグダーノフの動機の少なくとも一端は、永遠の若さを求めてのことであり、11回の全血輸血を受けた後、1928年に死亡した。 おそらく、複数回の輸血によって抗体が形成され、免疫反応による溶血が起こったのであろうと考えられている。ボグダーノフは、政府に輸血の重要性を認識させ、彼の死後数年で、ソ連は輸血に使用する血液を病院で採取・保管する施設のネットワークを最初に確立した国となった。先駆者ボグダーノフに続いて、ソ連のウラジミール・シャモフ（Vladimir Shamov）とセルゲイ・ユージン（Sergei Yudin）は、死亡したばかりのドナーからの輸血、すなわち死体血輸血を開拓した。 ユージンは1930年3月23日、初めてこのような輸血を成功させ、9月にハリコフで開催された第4回ウクライナ外科学会で、死体血による最初の7回の臨床輸血を報告した。1932年までに、ユージンは死体から3週間保管された血液による輸血を100回報告し、1937年には死体血液の使用を1,000回以上報告した。

##### スペイン
フェデリコ・デュラン・ホルダ（Frederic Durán-Jordà）は、1936年のスペイン内戦中に、初期の血液バンクのひとつ（バルセロナ輸血サービス）を設立した。ホルダは戦争開始と同時にバルセロナのサン・パウ病院の輸血部に従事したが、病院はすぐに血液の需要とドナーの不足に圧倒された。スペイン共和国軍（Spanish Republican Army）の衛生局の支援を受けて、ホルダは負傷兵と民間人のための血液バンクを設立した。普遍的に輸血可能なO型の血液のみを採取し、供血者からは詳細な問診を行い、梅毒検査も行った。血液は少量のクエン酸とグルコースが添加され、滅菌ガラス容器に封入されて保存された。バルセロナ輸血サービスは、30ヶ月の作業の間に、ほぼ30,000人のドナーを登録し、9,000リットルの血液を処理した。「どこに行っても石鹸1つも買えない」と報道された物資の欠乏した戦地において、質量共に高い水準の血液バンクを構築したのである。しかし、内戦の激化に伴い、1939年にホルダは市民と共にバルセロナから避難した。

#### 血液バンク誕生
1937年、シカゴのクック郡病院の治療部長であったバーナード・ファンタスは、米国初の病院血液バンクを設立した。ドナーの血液を保存し、冷蔵し、保管する病院の検査室を設立したことで、ファンタスは「血液バンク」"blood bank". という言葉を生み出した。数年のうちに、病院や地域の血液バンクが全米に設立された。
スペインのホルダは1939年にイギリスに逃れてから、ハマースミス病院の王立大学院医学部のジャネット・ヴォーン医師に協力して、ロンドンに全国規模の血液バンクのシステムを構築した。 ヴォーンは、ホルダのスペインでの活躍を亡命前から知っており、英国にも血液バンクが戦争で必要になることを予見し、その実現のために奔走した。1938年に第二次世界大戦の勃発が間近に迫ると、戦争省はブリストルに陸軍血液補給廠（Army Blood Supply Depot: ABSD）を創設し、ライオネル・ウィットビーが責任者となり、国内4か所の大規模な血液廠を管理した。戦争を通じて英国の方針は、アメリカやドイツが前線の部隊が必要な血液を供給したのとは対照的に、中央の貯血所から軍人に血液を供給することであった。英国の方法は、すべての必要量を十分に満たすことに成功し、戦争期間中に70万人以上のドナーが献血した。このシステムは、後に1946年に設立された全国輸血サービス組織（National Blood Transfusion Service）へと発展した。

#### 成分輸血の発展

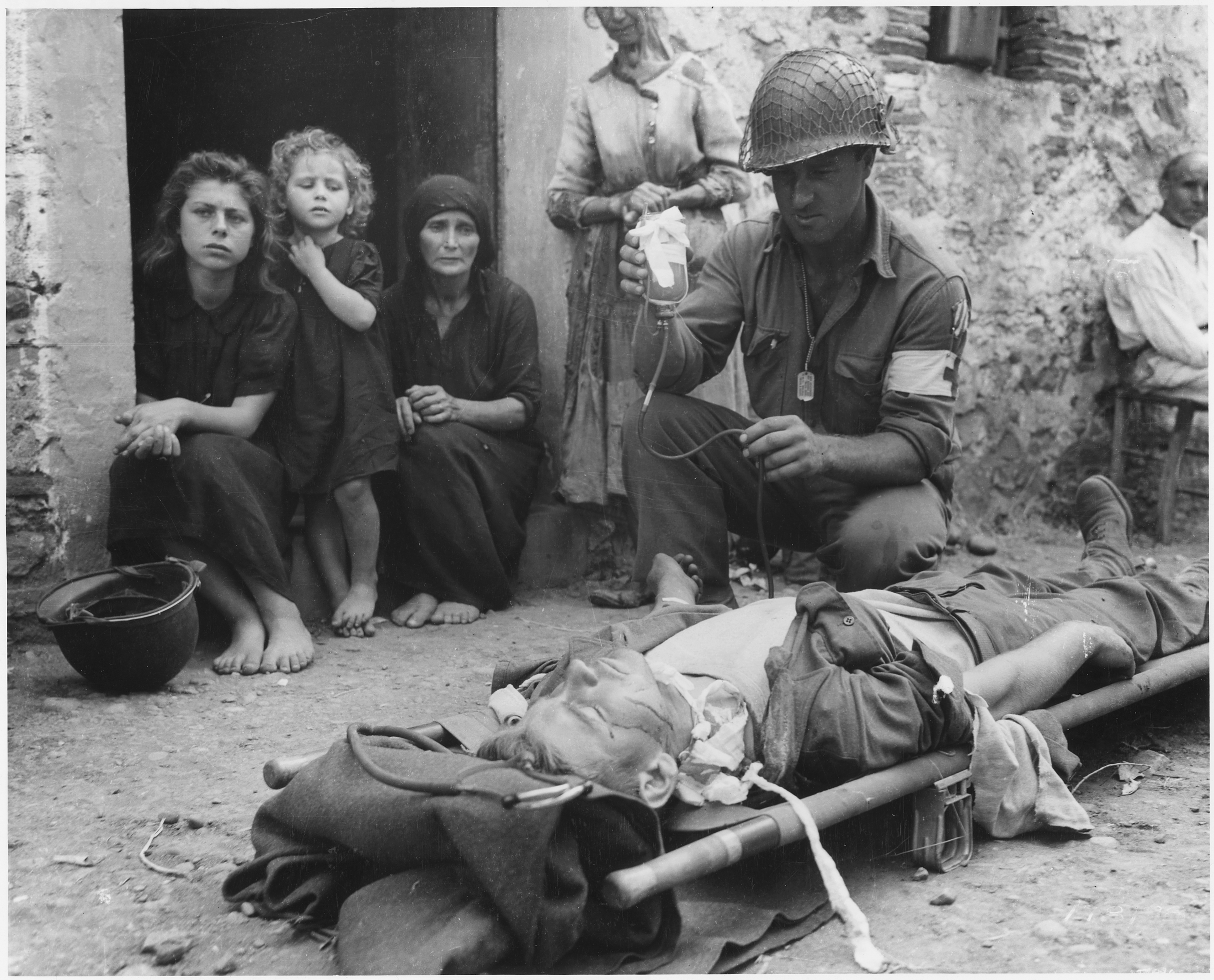
シチリアで血漿製剤を投与される負傷兵（1943年）

1930年代末から第二次世界大戦が始まり、医学全体が暗雲で覆われたが、輸血学では、前の大戦同様、金字塔が築かれた。
開戦から1年間は、ロンドンは平穏であったが、ロンドン大空襲開始後、市民の死傷者が急増し、備蓄された輸血用血液に深刻な不足が起こり始めた。その一方、多数の負傷者に対して行われた診療の中で、出血性ショックに関する病態が解明され、ショックの本態は血管からの血漿成分の血管外への漏出であり、その治療には血漿成分の補充が重要であることが判明した。
1940年、米国で採血計画が開始され、エドウィン・コーンが血液分画（blood fractionation）の先駆者となった。彼は血漿中の血清アルブミンを分離する技術を開発した。血清アルブミンは血管内の膠質浸透圧を維持し、身体の浮腫を防ぐのに必要である。そして出血性ショックの治療に有用である。
アメリカでは、「英国に血を」"Blood for Britain"と呼ばれる大規模なプロジェクトが1940年8月に開始され、血漿を英国に輸出するためにニューヨークの病院で採血が行われた。血漿は血球と異なり、長期保存ができ、アメリカからイギリスへの長距離支援に好適であると考えられた。チャールズ・ドルー医師が監督者に任命され、このプロジェクトを指揮した。凍結乾燥された血漿のパッケージが、陸海軍の外科総監によって、全米アカデミーズと協力して開発され、破損が減少し、輸送、包装、保管がはるかに簡単になった。

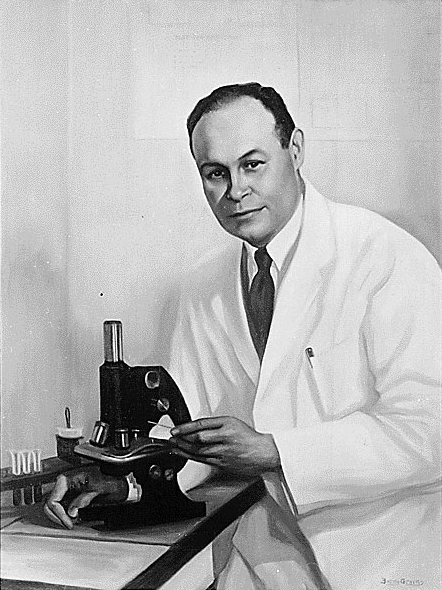
チャールズ・ドルーは、第二次世界大戦中にイギリスに出荷するための血漿の生産を監督した。

出来上がった乾燥血漿のパッケージは、400mLのボトルが入った2つのブリキ缶に入っていた。一方のボトルには、もう一方のボトルに入っている乾燥血漿を溶かして復元するのに十分な蒸留水が入っていた。約3分で、血漿は使用可能になり、約4時間新鮮に保つことができた。 
1940年、カール・ラントシュタイナーはアレックス・ウィーナー（Alex Wiener）とともにRH式血液型を発見した。フィリップ・レヴィン（Philip Levine）は前年に新生児溶血性疾患の抗体を発見しており、これがこの血液型に関連したものであることが解明され、ABO式に次ぐ重要な血液型となった。1943年、ジョン・ルーティト（John Loutit）とパトリック・モリソン（Patrick L. Mollison）によって、抗凝固剤の量を減らすクエン酸-ブドウ糖（acid–citrate–dextrose: ACD液）が導入され、より大量の輸血が可能になり、より長期間の保存が可能になった。

#### 第二次世界大戦後
第二次世界大戦終了後、新しい血液型の発見が相次いだ。1946年にルセラン式、ルイス式、ケル式、1947年にMNS式、1950年にダフィー式、1951年にキッド式、1955年にディエゴ式など、今日までその数は300種以上にも及ぶ。1954年には白血球、1959年には血小板にも型があることが分かった。
カール・ウォルターは、1952年に採血用プラスチックバッグを発表した。割れやすいガラス瓶をPVC製の丈夫なプラスチックバッグに置き換えることで、1単位の全血から複数の血液成分を安全かつ容易に調製できる採血システムが進化した。
がん手術の分野では、大量出血への体液補充が大きな問題となっていた。心停止率は高かった。1963年、C・ポール・ボヤンとウィリアム・S・ハウランドは、血液の温度と注入速度が生存率に大きく影響することを発見し、手術に血液加温を導入した。
保存血液の保存期間を42日までさらに延長したのは、1979年に導入された抗凝固保存剤CPDA-1であり、これにより血液供給量が増加し、血液バンク間の資源共有が容易になった。
2006年の時点で、米国では年間約1,500万単位の血液製剤が輸血されていた。2013年までに、その数は約1,100万単位まで減少した。その理由は、腹腔鏡手術やその他の外科手術の進歩と、多くの輸血が不必要であることを示す研究結果によるものである。例えば、人工股関節置換術では、出血量が750mLから200mLに減少した。

### 日本の輸血史
日本における輸血の実施は九州大学の後藤七郎と東京大学の塩田広重が、1919年にそれぞれ行って成功したのが最初とされる。塩田は1930年に右翼の青年に狙撃された浜口雄幸首相を輸血を行い手術して救った。この当時の輸血は、注射器で採取した血液を感染症検査などを行わず、そのまま輸血する「枕元輸血」と呼ばれる方法であった。日本では血液バンクが整備されるきっかけとなったのは1948年に東京大学分院で輸血を受けた女性が梅毒に感染したことである。しかし、当初の血液バンクは商業目的であり、生活困窮者が金銭目的に供血を繰り返したことから血液製剤は低質で、輸血を介した肝炎ウイルス感染も多かった。1964年、ライシャワー駐日米国大使が暴漢に刺され、輸血を受けた際に輸血後肝炎に感染した。これを契機に輸血用血液を献血で賄う機運が高まり、献血体制の確立が閣議決定された。その後、献血の体制が急速に構築され、1968年には売血は影を潜めた。しかしながら、当初の献血は、
あなたやあなたのご家族が輸血を必要とされるとき、この手帳で輸血が受けられます—献血手帳
つまり献血というより預血であった。必要預血量を達成したとする団体が献血を辞退しはじめて献血量が伸び悩む一方、輸血の需要は増加の一途を辿った。1982年、献血手帳のこの文言が削除され、献血がボランティアであることが明確化された。しかし、血液製剤のうち、血漿分画製剤は国内の献血のみでは需要をまかなえず、海外からの輸入に現在まで依存している。
1981年、AIDSが米国で新しい病気として登場し、世界の医学界に衝撃を与えた。血友病患者の治療に用いられる濃縮凝固因子製剤がAIDSの感染源となってしまった。日本では、血友病患者の4割、約1800人が感染、300人以上が死亡した。発端国の米国では、医療上のこのような被害に対して医療者は訴追されなかったが、日本では国の研究班の班長が殺人罪で起訴されるに至った。
1990年代後半より、安全体制確立のためには、犯人捜しでは無く、担当者の責任を追及しない環境下で原因究明、再発防止対策、被害者救済というリスクマネジメント対策が講じられるようになってきている。また、この事件を受けて、製造物責任という考え方に輸血用血液も含まれるようになった。製造物責任法が1995年7月より施行され、輸血用血液は特に危険性の高い医薬品と位置付けられ、赤十字血液センターは輸血感染症対策に最大限の努力を行うことになった。
21世紀に入ってからは、科学的根拠に基づいた輸血関連のガイドラインが諸外国同様に日本でも整備された。また、日本赤十字社の血液センターが集約化され、検査精度や製剤の統一が図られた結果、血液製剤の安全性は世界のトップレベルとなっている。